# ジェロム・レ・バンナ
ジェロム・レ・バンナ（仏: Jérôme Le Banner、1972年12月26日 - ）はフランス・セーヌ＝マリティーム県ル・アーヴル出身のキックボクサー、総合格闘家、俳優、プロモーター。Le Banner X tream Team所属。
K-1屈指のハードパンチャーであり、常にKO勝ちを狙うファイトスタイルや歯に衣着せぬ言動、K-1や日本に対する強い愛着と男気溢れる行動からK-1の番長、進化し続けるハイパー・バトルサイボーグと呼ばれる。右利きだが構えはサウスポーで、得意技の左ストレートは黄金の左と称される。

## 来歴

### 生い立ち〜K-1参戦まで
元プロボクシング国内ヘビー級王者で、“Normandy Bull（ノルマンディーの闘牛）”の異名を持つ父フィリップに憧れたレ・バンナはボクシングかキックボクシングをやりたがっていたが、母親の猛烈な反対に遭い、自らの意思でフルコンタクトのクラブに入会できる18歳になるまで出来なかった。代わりに6歳から14歳まで柔道を学び、優秀な成績を残していたが、ある試合で不当な判定に対して父親が審判に不服を訴えたことがきっかけで柔道の世界から退くことになる。なお、得意の柔道技は大外刈りであった。14歳の時に映画『ドラゴン怒りの鉄拳』を見てブルース・リーに憧れ、空手とジークンドーを学び、右利きだがブルース・リーにあやかってサウスポーに構えて、コンバーテッド・サウスポーとなった。
18歳で念願叶ってキックボクシングを始め、早くから頭角を現し、20歳の時にISKAフルコンタクト・フランス王座を獲得。さらに1994年4月16日にはアンディ・マヨにKO勝ちしてISKAヨーロッパ王座を、アンドレ・ブァン・ブァーレンにKO勝利してRCFA世界スーパーヘビー級王座を獲得。そして南アフリカのケープタウンで行われたISKAインターコンチネンタル王座戦でマイク・ベルナルドと対戦し、激闘の末に判定勝利し同王座を獲得。この試合をK-1主催者が高く評価したため、K-1に参戦することになった。

### K-1参戦
1995年3月3日、「K-1 GRAND PRIX '95 開幕戦」に出場。それまでローキック禁止のフルコンタクトルールを主戦場としてきたレ・バンナにとってローキック有りのルールはこの試合が初めてであったが、タイのムエタイ戦士ノックウィー・デービーを3-0の判定勝ちで下し、決勝トーナメント進出を決める。
5月4日、「K-1 GRAND PRIX '95 決勝戦」では準々決勝で佐竹雅昭に左ストレートで3ラウンドKO勝ち。準決勝でマイク・ベルナルドと再戦し、ベルナルドの膝蹴りを浴びて鼻を骨折しながらもローキックを効かせて2ラウンドKO勝ち。決勝戦で前年度K-1 GP王者ピーター・アーツに1ラウンドKO負けし準優勝。準決勝のベルナルド戦で負った鼻の骨折は現在でも完治しない古傷となっている。
その後の約1年間は兵役につきながらK-1に参戦した。12月9日、K-1 HERCULESにてアンディ・フグと対戦し判定負け。
1996年3月10日、「K-1 GRAND PRIX '96 開幕戦」に出場。GP1回戦でミルコ・タイガーと対戦し、判定負け。
4月に兵役を終え、6月1日、パリで行われたISKAムエタイ世界スーパーヘビー級タイトルマッチのカーチス・シュースター戦に判定勝利し、ISKAムエタイ世界スーパーヘビー級王座を獲得。
10月18日、K-1 STAR WARS '96にて、アーネスト・ホーストと対戦、2ラウンドKO勝利。
12月8日、K-1 HERCULES '96にて、サム・グレコと対戦。パワー溢れるハードパンチャー同士の対戦とあって打ち合いが期待されたが、引き分けとなった。
1997年2月1日、フランスで行われたISKAムエタイ世界スーパーヘビー級タイトルマッチのモーリス・スミス戦に判定勝利し、ISKAムエタイ世界スーパーヘビー級王座の防衛に成功。
4月29日のK-1 BRAVES '97ではレイ・セフォーと対戦。前戦のスミス戦で膝の怪我を負ったため、一度は大会への欠場が発表されたが、主催者側の説得に応じて大会1週間前に急遽参戦が決定した。試合前のミット打ちでも蹴りを打たなかった様子が記者からも目撃されており、怪我の影響を感じさせたが1ラウンドに右フックで先制のダウンを奪うも、直後にセフォーのブーメランフックをもらいKO負け。
7月20日、K-1 DREAM '97にて、欠場したアーネスト・ホーストに代わって急遽ピーター・アーツと対戦し2ラウンドKO負け。
9月7日、K-1 GRAND PRIX '97 開幕戦に出場。GP1回戦でリック・ルーファスに3ラウンドTKO勝利。
11月9日、K-1 GRAND PRIX '97 決勝戦のGP準々決勝ではアーネスト・ホーストに1ラウンド逆転KO負け。

### K-1・ボクシングルール両立時代
1998年にはプロボクシングの世界2大プロモーターと評価されるドン・キングと契約を結んで、K-1と並行してボクシングにも挑戦。イベンダー・ホリフィールドのトレーナーを務めるドン・ターナー、ロバート・リーとも契約し、ホリフィールドらと練習を積んだ。ホリフィールドはレ・バンナについて「強い選手だと思う。特にパンチ力は物凄い。パンチの破壊力だけなら俺が今まで戦った相手の中でも最強クラスだ。あとはどれだけテクニックを身に付けられるか期待してるよ」と当時語っていた。同年のボクシングでの戦績は4戦4勝3KOで、KOにならなかった試合はレ・バンナがダウンを奪った後に相手がホールディングを連発したことによる反則勝ち。
1998年7月18日、K-1 DREAM '98にて、サム・グレコと再戦し、1ラウンドにハイキックとパンチで2度のダウンを奪われながらも、2ラウンドに左ストレートで逆転のKO勝利。
9月19日にアメリカ合衆国・アトランタで、ドン・キング主催のボクシング興行でイベンダー・ホリフィールド対ボーン・ビーン戦が行われたが、前座のキックボクシングマッチでブラジルのエスペディト・ダ・シウバと対戦して左ハイキックで1ラウンドKO勝ちし、WKNムエタイ世界スーパーヘビー級王者になった。
その後も1998年は11月28日に1試合、さらにマディソン・スクエア・ガーデンで行われた1999年2月20日のフェリックス・トリニダード対パーネル・ウィテカー戦及び3月13日のイベンダー・ホリフィールド対レノックス・ルイス戦の前座でのボクシングマッチ出場が予定されていたが、ドン・キングとの仲介役を担っていたフランス人マネージャーのジャン・クリストフ・クレージュの業務怠慢に対して抗議すると、干されて試合が出来なくなってしまい、当時のK-1プロデューサー石井和義に契約問題の解決を頼んでK-1に復帰した。

### 衝撃のK-1復帰・看板スターに
1999年、K-1に復帰。なお、クレージュとの契約は解除したが、プロボクシングへの並行参戦は続けていく予定だった。
元々筋肉質な体質だったが、契約問題によって試合枯れに陥っている間に、集中的なトレーニングによって肉体改造に成功し、通常体重が130kg近くになった。
10月3日、K-1 GRAND PRIX '99 開幕戦に参戦。ローキック以外でのダウン経験が一度も無いほどの打たれ強さから“大英帝国の不沈艦”の異名を持ち、後にプロボクシングのヘビー級世界ランカーとなってWBA世界ヘビー級王座に挑戦するマット・スケルトンをパンチで圧倒して1ラウンドKO勝利。約1年前のグレコ戦では、ボクシングに傾倒したことによって構えが崩れ、ローキックがこねるような蹴り方になり、相手のローキックに対する防御も甘くなっていたが、この試合で改善されたところを披露した。
試合後には次戦となる準々決勝で前年のK-1 GPを3試合連続1ラウンドKO勝ちで通算3度目の優勝を果たしていた絶対王者ピーター・アーツとの対戦を熱望。翌日に行われたトーナメント組み合わせ抽選会ではレ・バンナ以外の誰もがアーツとの対戦を避けるなか、希望通りにアーツを指名した。
12月5日、K-1 GRAND PRIX '99 決勝戦の決勝トーナメントに出場。
「事実上の決勝戦」と謳われた1戦。トーナメント初戦となる準々決勝で希望通り前年度王者ピーター・アーツと対戦。試合開始から15秒でアーツの強烈なカウンターの右ハイキックでダウンを奪われる。しかし、それでもKOされることなく立ち上がり、その直後に圧力をかけて左フックで逆転の1ラウンドKO勝利。
続く準決勝では、下馬評を覆してアンディ・フグに勝利してきたアーネスト・ホーストと対戦。レ・バンナは1ラウンド開始直後からパンチで猛ラッシュを仕掛け優勢にすすめ、1ラウンド終了間際には、ホーストの右ストレートに左のクロスカウンターをクリーンヒットさせてホーストをグラつかせる。ふらついたホーストに追撃を加えようとしたところで1ラウンド終了のゴングが鳴り、ホーストはゴングに救われた形となった。しかし、1ラウンドのラッシュによってスタミナを大きく消耗したレ・バンナは、2ラウンドに入るとローキックを放った際にガードが下がった隙を突かれてカウンターの右ストレートからラッシュを受け逆転KO負けを喫した。

### 千年に一度のKO劇
2000年2月19日、マンダレイ・ベイ・イベント・センターで行われたマルコ・アントニオ・バレラ対エリック・モラレス戦の前座でボクシングルールの試合を行う予定だったが試合が消滅。代わりに2月26日にマルセイユでプロボクシングのフランス・ヘビー級王座に挑戦することが決定していたが、当時のフランス・ヘビー級王者がシリル・アビディをスパーリング・パートナーとして呼んだところ、逆にスパーリングでのされてしまい、アビディ以上のK-1の実力者であるレ・バンナを恐れて対戦を拒否してしまった。その後もボクシングへの並行参戦を望んでいたが、今度はドン・キングと契約問題で対立し、戦う機会を得られないままボクシングから撤退することになった。
3月17日、ラスベガスのMGMグランド・ガーデン・アリーナにてパリス・バシリコスと対戦して2ラウンドKO勝利、ISKAムエタイ世界スーパーヘビー級王座の防衛に成功。
4月23日、大阪ドームで開催されたK-1 THE MILLENNIUMで当時の現役極真空手世界王者フランシスコ・フィリォと対戦。前年4月にホーストに失神KO勝利しながらも極真世界大会出場を優先してK-1 GP 99を欠場し、そこでホーストが優勝したことにより最強説が上がっていたフィリォと、絶対王者アーツの連勝を止めてワンマッチ最強を証明したレ・バンナの対戦は頂上対決として注目された。試合前の記者会見では「大阪ドームから一番近い病院のベッドをフィリォのために予約しておいてやってくれ！」と強気なKO勝利宣言を行うなど殺気だっていた。試合は『一撃』のカウンターを代名詞とする極真世界王者フィリォに対し、レ・バンナは強引なラッシュを仕掛けることなく改善されたローキックを交えた冷静な戦いを繰り広げ、一瞬の隙を逃さず逆に左ストレート一撃でフィリォを失神させ1ラウンドKO勝利。この試合は「千年に一度のKO劇」と呼ばれる伝説のKOとなった。試合後、痙攣しながら倒れこんでいたフィリォが意識を取り戻して悔し涙を流しているところに駆け寄り、「泣くな!君は極真の王者なんだから!」と激励した。なお、この試合以降、レ・バンナの必殺技である左ストレートは“黄金の左”と称されるようになった。
5月28日、K-1 SURVIVAL 2000にてヤン・"ザ・ジャイアント"・ノルキヤと対戦し、開始早々に真っ向勝負で殴り合い、1ラウンド1分7秒でKO勝ち。
7月30日、K-1 WORLD GP 2000 in 名古屋のGP予選トーナメントに参戦。「俺はワンマッチでは最強だが、トーナメントは苦手だと言われることが多いから、今回は12月の決勝トーナメントに向けてトーナメント用の戦い方を身に付けたところを見せる。1回戦から全力は出さずに消耗を抑えて優勝する」と宣言して臨んだこの大会の1回戦でマーク・ハントと対戦。パンチと蹴りを交えた堅実な戦いぶりで1ラウンドにポイントを奪うと、そのまま全力は出さずに完封して3-0の判定勝利。
続く準決勝でニコラス・ペタスと対戦。大会前にペタスが「極真の仲間であるフィリォの仇を討つためにレ・バンナを倒す」とコメントしたことや、フィリォが「たしかにバンナは強いがまだ私より強いとは証明していない。もう一度私に勝ったらバンナが私より強いと認めるから再戦してほしい」とコメントしていたため、レ・バンナは当初は極真勢に対して敬意を表していたが、これらのコメントを伝え聞いて群れることを嫌う一匹狼な性格のレ・バンナは不快感を露にするようになり、ペタス戦は試合前から殺気立った表情で臨んだ。試合は、力をセーブした1回戦とは全く違い、力任せで強引な強打でペタスを一気に潰そうと猛ラッシュを仕掛け、ガードの上から殴りつけて2度のダウンを奪って1ラウンドKO勝利。試合後、レ・バンナが両手を挙げて勝利を喜んでいる最中に、まだ負けた事に気付いていないペタスがレ・バンナに殴りかかろうとしたことで、これに激怒したレ・バンナが右フックを打ち込んで再びペタスをKOした。試合後の攻撃による反則に批判も起きたものの、レ・バンナがペタスをKOして試合終了のゴングが鳴った時点でレ・バンナの勝利は成立していることと、試合後に先に殴りかかろうとしたペタスにも非があるため、レ・バンナの1ラウンドKO勝利という結果に変更は無かった。
続く決勝戦ではアーネスト・ホーストと対戦し、1ラウンド終了間際に左ストレートをクリーンヒットさせたところでラウンド終了となり、1ラウンド終了時にタオル投入によるTKO勝ちで予選トーナメントを優勝した。これにより12月10日に開催されるK-1 WORLD GP 2000 決勝戦への出場権を得た。
K-1 WORLD GP 2000 決勝トーナメントの組み合わせ抽選会に向かう途中で交通事故に遭い、抽選会を欠席。自身が乗っていた車は大破し、同乗していたスパーリング・パートナーのフィリップ・ゴミスは意識不明の重体になるほど大きな事故であったが、それでも優勝に懸けるレ・バンナは出場を決意。抽選会当日には国際電話で参加し、代理で引かれた抽選クジの結果を伝えられると、準々決勝の相手にフランシスコ・フィリォを指名し、「奴がもう一度病院送りにされたいようだからやってやることにした。アイ・ドント・ライク・キョクシン！」とコメントして怒りを露にした。この大会では前年度王者ホーストを差し置いて優勝候補本命と目されていたが、伝染性単核球症により本大会を欠場。
2001年になるとレ・バンナが欠場したK-1 WGP 2000決勝トーナメントが判定決着続出の低調な内容だったこともあり、さらにレ・バンナに注目が集まるようになり、本人も「俺様が触った物は全て黄金になる！日出ずる国・日本のK-1を俺がさらに輝かせてやるよ！」と強気な発言を繰り返した。
3月4日、マルセイユでアンドレイ・ズラウコフと対戦し、2RKO勝ち。しかし、この試合で左脛に怪我を負い、14針を縫った。
3月17日、K-1 GLADIATORS 2001にてマイク・ベルナルドと対戦。この試合では負傷したレ・バンナの左脛にサポーターを着けることが両者合意の下、特別に承認された。1ラウンド終了間際、ベルナルドの体を入れ替えての左右のフックがレ・バンナの顔面に直撃しそのままマットに沈み、一度は1ラウンドKO負けと判定されるも、レ・バンナ陣営はこの結果に抗議。検証の結果、ダウンする数秒前にゴングが鳴っていたことに加えて、観客の歓声でゴングの音がかき消されレフェリーには聞こえていなかったことが確認され、試合結果はノーコンテスト（無効試合）に変更となった。
4月29日、K-1 WORLD GP 2001 in 大阪のGP予選トーナメントで、全試合1ラウンドKO勝利で優勝。大会後、「この優勝を天国にいるアンディに捧げる」と言って前年8月24日に死去したアンディ・フグへの追悼の意を示した。
6月24日、K-1 SURVIVAL 2001にてステファン・レコと対戦。3月に負傷した左脛の怪我が完治せず簡易サポーターを巻いたまま臨んだが、左ハイキックでダウンを奪って判定勝ち。
12月8日、K-1 WORLD GP 2001 決勝戦のGP1回戦でマーク・ハントと再戦。3月に負傷した左脛は相変わらず完治せずサポーターを着けたままながら、それでも優勝候補本命とされていたレ・バンナは、試合直前のインタビューで「今回はワンマッチではなくトーナメントだから、初戦から全力は出さない。初戦は力をセーブして消耗少なく勝ち上がるよ」とコメントしていた。試合は左ミドルキック主体の慎重な試合運びを繰り広げ、優勢に戦っていたが、2ラウンド終盤にパンチの連打をくらって番狂わせの2ラウンド逆転KO負けしリベンジを許した。
12月31日、「INOKI BOM-BA-YE 2001」で総合格闘技に初挑戦。安田忠夫と対戦し、1ラウンドは優勢だったが、2ラウンドに前腕チョーク（公式記録はギロチンチョーク）で一本負け。

### 最盛期
2001年の反省を踏まえ、2002年に入るとチーム、トレーナーを一新。マイク・タイソンのセコンドを務めていたボクシング・トレーナーを解雇し、フランスの名ムエタイ選手だったステファン・ニキエマをトレーナーとして招聘し、2001年まではパンチとローキック主体だったファイトスタイルを、ムエタイテクニックを学び、新しいファイトスタイルに進化することに成功。
2002年3月3日、K-1 WORLD GP 2002 in 名古屋にて天田ヒロミと対戦。天田の隙を突いて新しい武器である豪快な左ハイキックでダウンを奪い、再開後はテンカオとパンチの連打で1ラウンドKO勝利した。
5月25日、K-1 WORLD GP 2002 in Parisにて、前年のK-1 WORLD GP王者となったマーク・ハントとラバーマッチ。この試合はレ・バンナの母国フランスのパリで開催となったため、凱旋試合として気合いが入っているかと思いきや、対戦発表会見でレ・バンナは「俺は生まれも育ちもフランスのフランス人だが、俺はフランス人が嫌いだし、日本の方が好きだ！フランスの国民性ってのは有名人に取り入ろうとしたり妬んだりする奴が多い。ハントとのビッグファイトは愛する日本のファンの前でやりたかった」と不満を述べた。また、同大会はフランスのスポーツ省が「暴力性が高い」との意向で、蹴り足をつかんでの攻撃・膝蹴りなどが反則となる特別ルールで行われる大会前日に正式決定したため、これらの技が当然使えると思い、接近戦でのハント対策として膝蹴りを重要視して練習してきたレ・バンナにとって、母国開催にもかかわらず大きな痛手となった。1ラウンド、蹴り技を駆使して優勢に試合を進めるが、残り30秒ほどになったところでハントの右アッパーを一発浴びると、パンチでの打ち合いにも応じて、パンチをヒットさせた。2ラウンド開始早々にパンチを浴びせてダウンを奪い（打たれ強いハントがパンチでダウンするのはこれが生涯初めて）、一気に攻め込むが、ハントの反撃によりダウンを奪い返される。そして2ラウンド終了直前にハント対策として猛特訓を積んできた左ハイキックでレ・バンナがダウンを奪う。2R終了後のインターバル中にハントがドクターチェックを受け、ハントサイドが目の負傷によりタオルを投入し、レ・バンナが2ラウンド終了TKO勝利で前回のリベンジを果たして2勝1敗と勝ち越して母国凱旋を飾った。
8月28日、Dynamite!にてマーク・ハントの欠場に伴う代役として急遽試合当日に来日してドン・フライと対戦し、左ハイキックからのパンチ連打で最初のダウンを奪うと、最後は右フック一発で1ラウンド失神KO勝ち。
その後、ステファン・ニキエマと袂を分かち（後年になって和解）、WORLD GP開幕戦を前に再びチームを再編成。
10月5日、K-1 WORLD GP 2002 開幕戦のGP1回戦でPRIDEからの外敵ゲーリー・グッドリッジと対戦。マイク・ベルナルドに1ラウンドKO勝ちして出場権を得てきた外敵グッドリッジが「ベルナルドがトップ選手の一人だって言うならK-1 WGP優勝なんて簡単だ」と発言したことに激怒したレ・バンナは、壮絶な打ち合いの末に1ラウンドKO勝ち。
翌日に行われた決勝トーナメント抽選会に出席。開幕戦の前の時点では抽選会ではミルコ・クロコップを相手に選ぶことを宣言していたレ・バンナだったが、ミルコがWORLD GPを欠場していた。そして抽選の結果、バンナは武蔵を指名する形となった。武蔵を相手に選んだ理由について「今回はワンマッチではなくトーナメントだから優勝することが一番大切だ。優勝するために一番楽な相手を選んだんだ、省エネだよ」とコメントした。
12月7日、K-1 WORLD GP 2002 決勝戦の、GP準々決勝で武蔵と対戦。1ラウンド終了直前に強烈なダウンを奪うと、2ラウンドには武蔵のハイキックをブロックした直後に隙を突いてパンチを浴びせてダウンを奪い、TKO勝利。
準決勝はマーク・ハントとの4度目の対戦。ハントは準々決勝のレコ戦で左足に右ローキックを浴びていたこともあり、レ・バンナは試合開始直後にオーソドックス構えからの右ローキックを放つなど、インサイドワークを駆使しながらも右ローキックを連打し、2ラウンドに右ローでダウンを奪い、試合終了間際にダウンを奪われるも、特にダメージもなくカウント2ですぐにファイティングポーズを構えたまま試合終了となり、結果は3-0の判定勝利。
決勝はアーネスト・ホーストと対戦し、右ミドルキックを受けて左腕を粉砕骨折し、3ラウンドKO負け。粉砕骨折した左腕を治すためにプレート2本とボルト13本を埋め込む手術を行った。

### 左腕粉砕骨折以降　K-1・MMAルール両立へ
WGP決勝戦におけるダメージによって、最大の武器である左腕を粉砕骨折する重傷を負って以来、レ・バンナの左パンチが激減し、対戦相手からも左腕を攻撃されることが多くなった。
2003年6月14日、K-1 WORLD GP 2003 in PARISで復帰し、ヴィタリ・オフラメンコと対戦して2ラウンドKO勝利。
同年のWORLD GP開幕戦に出場予定だったが、練習中に左腕に埋まっている金属ボルトがズレたため欠場。
2004年7月17日、K-1 WORLD GP 2004 in SEOULにてテレンス・リーズビィと対戦し、1ラウンドKO勝利。
9月25日、K-1 WORLD GP 2004 in TOKYO 開幕戦のGP1回戦でフランソワ・"ザ・ホワイトバッファロー"・ボタと対戦。レ・バンナが圧倒するも2ラウンドにダウンを奪われる。ダウンを奪われた後にはすぐ反撃し終始バンナペースで判定でドローとなるが、延長ラウンドを前にタオル投入によるTKO負け。この試合についてバンナは「俺がネバー・ギブアップの精神を唯一失ってしまったのが、あの試合だ。あの試合では母が死んだ辛さで頭の中が真っ白になっちまった。俺は肘や鼻など自分の体が破壊されても戦えるが、あの時は延長戦をやろうと思った時、時速230kmの速さで俺自身のスピリットがぶっ飛んでしまった。あの時の俺を思い出すと、ホント自分自身に腹が立つね!もう二度とあんな試合はしないと誓ったんだ!」と語っている。
12月31日、K-1 PREMIUM 2004 Dynamite!!にてボブ・サップとK-1と総合格闘技のMIXルールで対戦。K-1ルールで行われた1ラウンドと3ラウンドでは圧倒するも、総合格闘技ルールで行われた2ラウンドと4ラウンドでは巻き返され、引き分け。この試合では左のパンチをほとんど打たず、右のパンチ一辺倒の戦いが続くなど、左腕粉砕骨折の影響が色濃く出た試合であった。
2005年3月26日、HERO'Sで秋山成勲と総合格闘技ルールで対戦。膝蹴りで1ラウンドKO勝利し、総合格闘技での初勝利を挙げた。
4月30日、スイスのジュネーヴでオリヴァー・ヴァン・ダムに1ラウンドKO勝利し、WKNムエタイ世界スーパーヘビー級王座の初防衛に成功。
5月27日、K-1 WORLD GP 2005 IN PARISでシリル・アビディと対戦。2年前の遺恨マッチを5ラウンドTKO勝利。
9月23日、K-1 WORLD GP 2005 IN OSAKA 開幕戦のGP1回戦でゲーリー・グッドリッジと対戦し、1ラウンドKO勝利。試合後、レ・バンナは控え室に戻らずにグッドリッジの元へと向かい、レ・バンナのローキックのダメージによって歩けなくなっているグッドリッジを自分の背中におんぶして医者の元へと連れていった。
11月19日、K-1 WORLD GP 2005 IN TOKYO 決勝戦のGP準々決勝でピーター・アーツと対戦し、延長1ラウンド判定負け。しかし、勝ったアーツも肋骨を骨折して準決勝を棄権した。
12月31日、K-1 PREMIUM 2005 Dynamite!!でアラン・カラエフと総合格闘技ルールで対戦し、左ミドルキックで2ラウンドKO勝利。
2006年3月15日、HERO'S 2006にてジミー・アンブリッツと総合格闘技ルールで対戦し、1ラウンドKO勝利。
5月13日、K-1 WORLD GP 2006 IN AMSTERDAMでレミー・ボンヤスキーと対戦。一度は判定0-2での敗北となるも、この結果にレ・バンナ陣営から抗議が申し立てられ、日本で再審議し、日本人6名、アメリカ人2名で構成された検証審判員によるビデオ検証の結果、6月30日付けで判定3-0でのレ・バンナの勝利に変更された。
9月30日、K-1 WORLD GP 2006 IN OSAKA 開幕戦のGP1回戦でチェ・ホンマンと対戦。レ・バンナは後述の諸事情によって調整不足のまま試合当日に来日する不運に遭った（#芸能活動を参照）が、延長1ラウンド判定勝利。
12月2日、K-1 WORLD GP 2006 IN TOKYO 決勝戦のGP準々決勝では抽選会で自ら対戦相手に指名した前年のK-1 WORLD GP王者セミー・シュルトと対戦。2ラウンドに左ハイキックでダウンを奪われる。ダウンから再開直後に左ストレートをヒットさせてシュルトのマウスピースを弾き飛ばすも及ばず3ラウンド判定負け。

### 左腕内部の金属ボルト除去・膝の手術
3月4日、K-1 WORLD GP 2007 IN YOKOHAMAで澤屋敷純一と対戦。1ラウンドと3ラウンドの計2度のダウンを喫し判定負け。K-1ルールによる日本人選手との対戦で初めての敗戦となった。この試合ではリングを回りながらカウンター狙いに徹する澤屋敷の戦い方が物議を醸したが、レ・バンナは試合後に「1月に右膝を痛め、充分な練習ができなかった。澤屋敷のことは知らなかった。彼はあの作戦でしか勝てないと判断したのだろう。でも作戦は作戦。審判も注意をしていたから彼に対する悪意は無い。ぜひ彼にリベンジしたい」とコメントした。
6月には2002年末以来、左腕に埋め込まれたままになっていた2本のプレートと金属のボルト13本を手術によって除去。また、澤屋敷戦の前に怪我した右膝も手術した。
9月29日、K-1 WORLD GP 2007 IN SEOUL FINAL16のGP1回戦でルスラン・カラエフと対戦予定だったが、ルスランが試合直前に交通事故で欠場となり、急遽パク・ヨンスと対戦。右フックで1ラウンドKO勝ち。
12月8日、K-1 WORLD GP 2007 FINALのGP準々決勝でチェ・ホンマンと再戦し、判定勝ち。準決勝では王者セミー・シュルトと対戦。1ラウンド開始からシュルトの前蹴りと左ジャブを巧みにかわして積極的に前に出るが終盤に右膝蹴りを顔に受けぐらつくもゴングに救われる。2ラウンドに同年に手術した膝に右ローキックを受けダウン、それを見たセコンドがタオルを投入しTKO負け。
2008年6月29日、K-1 WORLD GP 2008 IN FUKUOKAで行われたK-1世界スーパーヘビー級タイトルマッチでセミー・シュルトと対戦。2ラウンドまでのジャッジの採点はイーブンだったが、3ラウンドに首相撲からの膝蹴りを2連続で打つ反則攻撃を浴びてダメージを受け、この反則以降に失速し判定負け。
9月27日、K-1 WORLD GP 2008 IN SEOUL FINAL16のGP1回戦で澤屋敷純一と対戦。ダウンを奪って3-0判定勝ちでリベンジを果たした。
12月6日、K-1 WORLD GP 2008 FINALのGP準々決勝でレミー・ボンヤスキーと対戦。2ラウンドまで互角の展開だったが、3ラウンドにレミーのミドルキックが左腕に直撃し、ダウンカウントの後に左腕骨折の疑いでドクターストップがかかりTKO負け。

### K-1・ボクシング・MMAルール両立へ
2009年2月18日、かつてボクシングでのプロモーターだったジャン・クリストフ・クレージュと和解して再契約し、また、ドン・ターナーとも再契約した。
3月28日、K-1 WORLD GP 2009 IN YOKOHAMAにてエヴェルトン・テイシェイラと対戦し、延長2ラウンドまで縺れ込むも2-1の判定負け。
5月23日、フランスのドーヴィルで11年ぶりにプロボクシングの試合を行い4ラウンドTKO勝ち。
9月26日、K-1 WORLD GP 2009 IN SEOUL FINAL16のGP1回戦で引退を賭けた武蔵と対戦し、3ラウンドにダウンを奪うなどして判定勝ち。試合後、リング上でレ・バンナは武蔵に対し土下座で敬意を表した。
11月13日、ドーヴィルでプロボクシング4回戦に出場し、左ストレートで2ラウンドTKO勝ち。
12月5日、K-1 WORLD GP 2009 FINALのGP準々決勝でセミー・シュルトと対戦し、1ラウンドKO負け。試合後のインタビューで戦前言われていた引退説を否定した。

### ドージョー・チャクリキへの移籍
2009年は引退後の生活のために練習と並行して映画撮影をやらざるをえなかったため、戦いへのモチベーションが落ちていたことを反省。2010年2月には再びモントリオールのトライスタージムでジョルジュ・サンピエールらと練習した後、3月からはアムステルダムに単身赴任して名門ドージョー・チャクリキで練習に集中するようになった。なお、元プロボクシングWBA・WBC世界クルーザー級統一王者ジャン＝マルク・モルメクとボクシングルールでの対戦を3月または4月にフランスで実現させるために交渉していたが、モルメクが対戦を拒否したため実現しなかった。
4月3日、K-1 WORLD GP 2010 IN YOKOHAMAでタイロン・スポーンと対戦し、1ラウンドにダウンを奪い判定勝ちを収めた。
7月23日、レユニオンのサン＝ドニにて、3分5ラウンドのムエタイルールでWPMFムエタイ世界スーパーヘビー級王者トーマス・ノヴァクに挑戦し、1ラウンドにダウンを奪い、5ラウンドに右フックで失神KO勝ちを収め、同王座を獲得。その後、同王座は返上した。
10月2日、K-1 WORLD GP 2010 IN SEOUL FINAL16のGP1回戦にてK-1世界ヘビー級王者・京太郎と対戦。試合は判定に入り、ジャッジ3人のうち1人がレ・バンナを支持するも1-0でドローとなり延長ラウンドへ突入する。しかし、判定の結果が告げられると判定に対して怒りを露にしたレ・バンナがリングを下り控え室へ戻ってしまったため、試合放棄とみなされ敗退となった。試合後の会見でレ・バンナは「京太郎は素晴らしい選手だが、判定は公平じゃなかった」と不満を語った。一方の京太郎は「今まで21試合してきて初めて勝ちたいと思ったし、一番怖かった試合でした。僕は判定を聞くまで"90パーセント負けた"と思っていた」と語った。
12月31日、Dynamite!! 〜勇気のチカラ2010〜にて4年ぶりの総合格闘技ルールマッチで北京オリンピック柔道男子100kg超級の金メダリスト石井慧と対戦。スタンドで膝蹴りを浴びせ、寝技では石井の関節技をかわしきってマウントポジションを奪う場面もあったが、3Rに抑え込まれて判定負け。

### IGF参戦・GLORY参戦
4月28日、IGFの東日本大震災復興チャリティー大会として開催されたGENOME15に電撃参戦し、IGFチャンピオンシップ・トーナメント一回戦にて異種格闘技戦で鈴川真一と対戦し、6度のダウンを奪ってKO勝ち。
2011年6月11日、スイスのジュネーヴで行われたISKAフリースタイル世界スーパーヘビー級タイトルマッチでステファン・レコと再戦し判定勝ちして王座を獲得。この試合はレコの引退試合であり、試合後バンナは土下座でレコへの敬意を表した（しかし、その後にレコは引退を撤回）。
2011年7月10日、東日本大震災復興チャリティー大会GENOME16でのIGFトーナメント準決勝で、エリック・ハマーと異種格闘技戦で対戦し、5度のダウンを奪ってKO勝ち。
2011年8月22日、8月27日のIGFトーナメント決勝戦の対戦相手であるジョシュ・バーネットの欠場が決まったため、レ・バンナの不戦勝扱いとして初代IGF王者に認定された。8月24日、IGF王座のチャンピオンベルトが授与された。同日に放送されたSアリーナに生出演した際には、「今日は友人であるアンディ・フグの命日だから、このベルトを手に入れたことでアンディに良い報告が出来ると思う」と語り、「皆さんは僕の人生の一部です」と日本語でコメントして日本のファンへの感謝を現した。
2011年8月27日、INOKI GENOME 〜Super Stars Festival 2011〜でのIGF王座初防衛戦で藤田和之と対戦し、KO勝ちで初防衛に成功した。
2011年9月3日、GENOME17にてノンタイトル戦でモンターニャ・シウバにKO勝ち。
2011年12月2日、INOKI BOM-BA-YE 2011でのIGF王座防衛戦で、トーナメント決勝戦で対戦するはずだったジョシュ・バーネットと対戦し、KO勝ちで2度目の防衛に成功した。
2011年12月4日、震災被災地である福島県いわき市のいわき明星大学で開催された「闘魂祭り in いわき」にて、チャリティー・エキシビションマッチで角谷正義と対戦し、3度のダウンを奪って1RKO勝ち。
2011年12月30日、タイのパタヤにてアンドレイ・キルサノフと対戦。2度ダウンを奪って3RKO勝ちを収め、初代World Pro Leagueムエタイ世界スーパーヘビー級王座を獲得した。この興行はレ・バンナがタイでトレーニングする際に拠点としているフェアテックスジム・パタヤへの恩返しと、タイ洪水の被災者へのチャリティーマッチとして行われた。試合後、リング上でのマイク・パフォーマンスで交際中の恋人にプロポーズした。
2012年2月17日、GENOME18でのIGF王座防衛戦でピーター・アーツと対戦し、腕ひしぎ十字固めでアーツをタップアウトさせて勝利し、3度目の防衛に成功した。試合前には、2月14日に死去した盟友マイク・ベルナルドへの追悼10カウントゴングがレ・バンナの提案によって行われ、試合後のリング上でもレ・バンナは「マイク、見守ってくれてありがとう。天国の君にこの試合を捧げる。君のことは絶対忘れない。君のために戦った。安らかに眠ってくれ」とベルナルドに追悼メッセージを送った。
2012年2月25日、ポーランドの総合格闘技団体KSWの大会KSW 18のメインイベントで地元出身のマーティン・ロザルスキーと対戦予定だったが、試合直前に膝の半月板を負傷し、欠場した。
2012年5月26日、GENOME20でのIGF王座防衛戦でアレキサンダー・コズロフにKO勝ちで4度目の防衛成功。レフェリーストップに納得がいかないコズロフと試合後にも乱闘を繰り広げた。
2012年7月10日、IGF初の上海興行でコズロフと再戦し、パンチでダウンを奪ってフォール勝ちで5度目の防衛成功。なお、この試合で古傷の左腕を負傷するというアングルが組まれた。4日後の7月14日、GENOME21で藤田和之と再戦し、フォール負けでIGF王座6度目の防衛に失敗。
その後はアメリカでヴァンダレイ・シウバのジムやマーク・ムニョスのジムなどで石井慧らと共に練習を重ねていたが、負傷によって9月15日のKSW 20、9月29日のGENOME22を欠場した。
2012年12月31日、K-1に代わる世界最大のキックボクシング団体となったGLORYの初の日本大会DREAM.18 & GLORY 4のGLORY Grand Slamヘビー級トーナメントに参戦予定だったが、怪我が治りきっていないため、トーナメントは回避し、2分3ラウンドのワンマッチでKOICHIと対戦。来日のための機内で病気を移されたため前日会見を欠席し、試合当日の朝になっても発熱し嘔吐を繰り返すほどの体調不良でありながら強行出場だったが、左ミドルキックを効かせて最後は右フック一発でKO勝ち。試合後も休むことなく、直後に行われたチームメイトのブリース・ギドンのセコンドに就いた。
2013年5月3日、GLORY 8 TOKYOでKOICHIと再戦。2Rにダウン寸前まで追い詰めるなど終始圧倒しフルマークの判定勝ち。
6月16日、ロマン・クレイブルと対戦し、2Rに左ミドルキックでクレイブルの腕を骨折させてKO勝ち。
8月4日、13連勝中だったヴィタリ・オフラメンコと10年ぶりに再戦し、前回同様に2RKO勝ちでWKNオリエンタル・キックボクシング世界スーパーヘビー級王座の防衛に成功。試合後、俳優のシルヴェスター・スタローンから祝福され、チャンピオンベルトを腰に巻かれた。
12月21日、GLORY 13 TOKYOにてセルゲイ・ハリトーノフと対戦し、1Rはやや優勢だったが2R以降にダウンを奪われ判定負け。
12月30日、フジテレビのテレビ番組ジャイアントキリング 3にて各スポーツの世界トップアスリート32名による腕相撲トーナメントに参戦し、マーク・ハント、大相撲の遠藤聖大、ハンドボールの宮﨑大輔に勝利しベスト4入りした。
2014年5月30日、ル・アーヴルでの故郷凱旋試合でルシアン・ダニレンクと対戦。2ラウンドに右ボディフックで3度目のダウンを奪ってKO勝ち。
2014年7月20日～22日にかけて行われたIGFの東日本大震災復興支援チャリティー大会『元気祭り2014』に参戦し、福島県のいわき明星大学、スポーツアリーナそうま、宮城県の岩沼市総合体育館でチャリティー・プロレスマッチを戦った。
8月23日、INOKI GENOME FIGHT 2にて小川直也とのタッグで藤田和之・クラッシャー川口組と対戦。プロレスルールに順応したレ・バンナが連携ブレーンバスターを繰り出すなど好連携を発揮して勝利。試合後、小川からタッグ継続を希望された。
8月30日～31日、IGF初の北朝鮮での大会『インターナショナル・プロレスリング・フェスティバルin平壌』に参戦。
2014年10月26日、フランスのメディアに対して2015年にキックボクシングを引退することを表明。また、IGFでのプロレスに関しては「俺は日本を心底愛してるからオファーがある限りは続ける」とコメントした。
2015年、『JLBグッバイツアー』と題し4月25日エヴルー、6月12日リヨン、8月4日サントロペの3試合でキックボクシングを引退することを発表した。
2015年4月25日、エヴルーでの引退ツアー第1戦にてISKA K-1世界スーパーヘビー級王座決定戦でクラウディオ・イストラーテと対戦。バンナはこの試合を3週間前に控えたスパーリング中に左の中足骨を骨折してしまう。しかし、3月26日に心臓発作で急死したフランスの格闘技雑誌カラテ・ブシドー・マガジンの名物記者パスカル・イギリキのためと、完売したチケットを購入して遠方から観戦に来るファンのために、強行出場を決意。試合では骨折した左足を一切庇わず、躊躇なく左ミドルキックを連打する気迫の全力ファイトでKO勝ちして同王座を獲得した。しかし、試合終了直後に足を引きずっており、この強行出場が祟って全治8週間と診断され、6月12日の第2戦を欠場することとなった。
8月4日、サントロペでのFight Night Saint-Tropez IIIにてフランス国内引退試合となるWKNオリエンタルキックボクシング世界スーパーヘビー級王座防衛戦を行った。高額な好条件を用意して元K-1世界王者をはじめとする様々な強豪選手にオファーをしたものの、ことごとく対戦を断られてしまい、直前まで対戦相手が決まらず、最終的に直前でカール・ロバーソンとの対戦が決定した。K-1デビュー以前から愛用するニックネーム「ジェロニモ」の衣装を着け、フランスの人気ヒップホップグループシュープレムNTMのジョーイ・スターがレ・バンナの入場曲の生歌を披露するなか、大歓声で迎えられてリングイン。試合は1ラウンドからローキックを的確にヒットさせていくが2ラウンドにダウンを奪われる。4ラウンドにレ・バンナが右ミドルキックをロバーソンの腹部にヒットさせるが、ロバーソンはローブローをアピールしながら倒れ込み、ロバーソンが試合再開の指示に応じずに休もうとしたためレフェリーはダウンを宣告した。これで優勢になったレ・バンナが逆転の判定勝ちで王座防衛に成功した。
8月8日、日本の格闘技サイトBoutreviewのインタビューに応じたレ・バンナは最後に日本のファンへのメッセージに求められ、「勝っている時も、負けたり怪我している時も、ずっと応援し続けてくれている日本のファンの皆には感謝してもしきれないくらいだ。本当に嬉しいし、俺は心の底から日本を愛している。俺は『JLB Goodbye Tour』と題した現役引退ツアーで3試合を戦うはずだった。しかし、6月に予定していた第2戦を、対戦相手との交渉が難航したのと、3月に骨折した俺の左足が治りきっていないのもあって出場できなかったことで、ファンの皆に俺の戦いを見せる機会が1試合減ってしまったことが申し訳ないと思ってるし、俺を成長させて応援してくれた愛する日本のファンの前で試合が出来ないまま終わってしまうのが心残りなんだ。だから俺としては、あくまで日本のプロモーターが望めばだが・・・、あと1試合だけ日本で戦いたいと思っている。現時点では何も決まっていないし、このまま今回の試合が現役最後になるかもしれない。だが、俺は愛する日本のファンに恩返しがしたい。それに 『決着をつけたい奴』もいるから、出来ればそいつと対戦したいと思っている。俺がフランスではなく日本を最後の引退試合に選んで戦うことによって大会への注目が集まってくれれば、同じ大会に出る若手選手たちにもスポットが当たるようになれば日本のキックボクシング界の未来にも繋がると思う。日本のファンに最後のKO勝ちを捧げたいと思ってるから待っていてくれ！」と、因縁の相手との現役最後の引退試合を母国フランスではなく日本で行うことを熱望した。
12月31日にさいたまスーパーアリーナで開催する、榊原信行主宰の総合格闘技団体RIZIN FIGHTING FEDERATIONの興行イベント「RIZIN FIGHTING WORLD GRAND-PRIX 2015 さいたま3DAYS」にて、元大関把瑠都（バルト）と総合格闘技ルールで対戦する事が決定していたが、レ・バンナの共同マネージャーのオリヴィエ・ミュラーがフランスのメディアに対して「当初はエメリヤーエンコ・ヒョードルとエキシビションマッチをする予定だったのがバルト戦に変更されたこと、日本でのチャリティー活動を拒否されたことから不信感を抱いたことに加えて12月22日の練習中に左膝を怪我したので出場しない。現在は日本の他団体と2016年にチャリティーマッチをする交渉をしている」とコメントした。
12月30日の会見にてRIZIN榊原代表は「フランスの一部報道にあった、バルトとの試合はエキシビションというのはありえない。バンナにはヒョードル戦の可能性も聞いたのですから、ヒョードル戦がエキシビションになるわけがない」とコメントした。
12月31日、IGFのINOKI BOM-BA-YE 2015のメインイベントIGF WORLD GP 2015決勝の特別立会人として来場。大会後の会見にて、RIZINのバルト戦欠場についてレ・バンナの共同マネジャーを務めるメリッサ夫人（当時）が「理由は２つあります。1つは契約内容がコロコロ変わったこと。ただ、最終的には契約していないし、（バルト戦は）決定ではなかった。新団体ということで契約がうまくいかなかった」「12月22日のトレーニング中に左ヒザを痛めた。試合ができない状態だった。来年1月にも手術する」「もともとのオファーもバルトとの総合格闘技戦での契約で、一部で報じられたヒョードルとのエキシビションマッチのオファーはなかった」とコメント。ヒョードルとのエキシビションマッチの有無について同じ共同マネージャーであるオリヴィエ・ミュラーの発言と矛盾しており、この点ではメリッサ夫人は榊原の主張と一致していた。
2016年12月29日、RIZIN FIGHTING WORLD GRAND-PRIX 2016 無差別級トーナメント 2nd ROUNDでミルコ・クロコップと対戦予定だったヴァンダレイ・シウバが負傷欠場になると、バンナは動画を掲載して、「昨年の大晦日のRIZINでの試合を欠場した事について改めてファンの皆様、RIZIN主催者、私と対戦予定だったバルト選手、私の代役を務めてくれたピーター・アーツ選手、この件で迷惑をかけた全ての方々に謝罪したいと思います。」と謝罪、問題の原因だったオリヴィエ・ミュラーを解雇して以前に契約していたマネージャーを再雇用したことを明かし、怪我について「怪我をした証拠となるMRI診断書もRIZIN主催者に送っています。仮に今回の契約問題がなかったとしても、怪我によって試合が出来なかったことに変わりはなく、それは私の責任です。言い訳はしません。」と語り、「RIZINから提示された契約内容を確認し、全ての契約条件に同意する事を決めました。契約書にサインする準備は出来ています。」「もし試合前に怪我をしたとしても今回は絶対に欠場しません。必ず戦う事を約束します！」として代役出場をアピールした。さらにバンナは12月31日のRIZIN FIGHTING WORLD GRAND-PRIX 2016 無差別級トーナメント FINAL ROUNDに来日して、リング上で前年大晦日のバルト戦を欠場したことをファンに直接謝罪し、「来年、ぜひRIZINの大舞台に戻って来たいです」と参戦の希望を表明した。大会後に榊原RIZIN実行委員長は「昨年のドタキャンでこちらは訴える準備を進めていましたが、バンナから直筆でレターが届いてお詫びをしたいと言ってきました。ヴァンダレイ・シウバの負傷欠場を受けて、ぜひグランプリに出たいと言ってきてくれましたが、渡航費も宿泊費もこちらは払わないから自分のお金で日本に来てお詫びをするのが筋だろうと言ったところ、ちゃんとけじめを付けてくれました」、とレ・バンナが欠場のけじめを付けるために自費で来日した経緯を説明して、レ・バンナの謝罪を受け入れたことを明かした。
2017年からはパリの総合格闘技の名門MMAファクトリーにMMAの練習拠点を移した。
2017年10月15日、RIZIN FIGHTING WORLD GRAND-PRIX 2017 1st ROUND -秋の陣-にて2年ぶりの復帰戦、7年ぶりの総合格闘技ルールの復帰戦でDEEPメガトン級王者ロッキー・マルティネスと対戦し、打撃でプレッシャーをかけるが寝技に持ち込まれ、袈裟固めで一本負け。
2018年10月27日、スイスのジュネーヴでヴォイチェフ・ブリンスキと対戦。試合は自分より体格の大きいブリンスキにカウンターの右フックで1度目のダウンを奪うと、左ストレートで２度目のダウン、最後は左ミドルキックで1ラウンドKO勝ちを収め、WAKO-PRO認定FIGHT LEGEND世界ヘビー級王座を獲得した。
2019年3月2日、HEATに参戦。キックルールで楠ジャイロにローキックでKO勝ち。
7月28日、HEAT 45でキックルールでイム・ジュンスと対戦し、パンチの連打で2ラウンドKO勝ち。試合後のマイクパフォーマンスで「大和魂！ありがとう！私は日本人ではありません。でも私の心は日本人です！」と全て日本語でコメントした。後日、試合前に岐阜県揖斐川町に滞在した際に、町民の人々や日本の伝統文化と触れ合うルポルタージュ映像がメリッサ夫人(当時)のYouTubeで公開された。
12月15日、World Cup TNA Fightsにてビャチェスラフ・ダトシクと対戦し、試合中に右拳を骨折したが左ミドルキックで2ラウンドKO勝ち。
2020年1月19日、HEAT 46で2年ぶりの総合格闘技ルールの試合でキム・チャンヒと対戦。1カ月前の前戦で負った右拳の骨折が治らないまま強行出場だったが怪我を感じさせないパンチの連打を浴びせて1ラウンド50秒KO勝ち。
以降は新型コロナウィルスの世界的な感染拡大のため試合ができず、2年半近いブランクを作った。
2022年6月4日、地元ル・アーヴルで開催されたMMA GP: The Last of Kingsにて総合格闘技ルールでイヴァン・ヴィシッチと対戦し、1Rにリアネイキッドチョークで自身初の一本勝ちにより、故郷凱旋勝利を飾った。
10月8日、パリで開催されたMMA GP: Evolutionにて総合格闘技ルールでアドナン・アリッチと対戦。試合前には10月1日に死去したアントニオ猪木を追悼するため、猪木の象徴である赤色の闘魂タオルを首に巻いて入場。試合では開始早々に相手のタックルを切って足を抜いた際に自身の足首を捻ってしまい、思わず悲鳴をあげるほどの激痛に苦しんだが、それでも諦める事なく戦い続けて最後はパウンドでKO勝ち。試合後には自身のSNSでも改めて猪木への追悼コメントを記した。
2024年6月30日、グランメッセ熊本で開催されたKNUCKLE'S 16に出場し、金枝勇気に2RKO勝ち。
10月5日、エディオンアリーナ大阪で開催されるK−1 WORLD GP 2024 IN OSAKAにて14年ぶりのK-1参戦、主催会社が変わった新生K-1には初参戦となり、WORLD GP査定試合にて第2代K-1 WORLD GPクルーザー級王者K-Jeeと対戦。勝てば12月14日に代々木第一体育館で開催されるK-1 WORLD GP 2024決勝トーナメントに進出する。K-Jeeの右ハイキックでダウンし、1R1分26秒KO負け。試合後の会見では「日本のファンは世界で最もいい観客だと思っている。だから私は20年くらい前にやめるべきだったのかもしれないが、そういう日本人のファンのお陰でここまで続けることができたと思います。ありがとうございました」と日本のファンへの感謝を述べて引退を表明した。

## プロモーター
2023年からプロモーターとしてレ・バンナ自身が代表を務める総合格闘技団体The King Of Fighters(略称KOF（コフ）)を設立。2023年6月30日に旗揚げ興行KOF 1を開催し、メインイベントでは元UFCファイターのイルデマウ・アルカンタラと無敗のフランス人選手ウマル・シーが対戦。勝利したシーは次戦からUFCとの契約を果たした。これ以降もフランス各地で興行を開催している。

## 芸能活動
2006年頃から映画俳優としても活動しており、『ザ・スコーピオン キング・オブ・リングス』（原題：Scorpion）やハリウッドデビュー作となった『バビロンA.D.』ではアクション演技を披露した。マッドワールドのフランス版CMなどにも出演している。さらにヨーロッパ映画史上歴代2位の制作費122億円がかかった映画アステリックスシリーズ第3作『Asterix aux jeux olympiques』では、ジャン＝クロード・ヴァン・ダムに代わってClaudius Cornedurusという映画内でも重要な役に抜擢され、友人であるアラン・ドロンとの共演も果たした。また、その撮影期間中の2006年9月30日に行われたK-1 WORLD GP開幕戦のメインイベントでレ・バンナはチェ・ホンマンと対戦予定だった。しかし、レ・バンナのマネージャーが「撮影が終わる11月2日までは格闘技の試合はもちろん、スパーリングなどの怪我しやすい練習もしてはいけない」という契約を映画会社と結んでいたことによって欠場が濃厚となっていた。しかし、レ・バンナのマネージメント側は開幕戦の半年以上前からK-1主催者とフジテレビに映画撮影のため、開幕戦に出場できないことを伝えていたにもかかわらず、フジテレビから「出場しなければ契約を解除する」と通告され、K-1ファイター人生の危機に陥っていた。そこでドロンが「君は戦うために生まれてきた男だ。そんな契約は気にせず、日本で試合をしてきなさい。後のことはこっちで何とかするから」と言ってレ・バンナを撮影地のスペインから送り出したことにより、何とか開幕戦当日の試合開始6時間前に来日を果たした。そしてホンマン戦では顔に傷が付くことを恐れない真っ向勝負の戦い方で勝利した後、リング上でマイクを握ったレ・バンナは「快く送り出してくれたアラン・ドロンに感謝します」とコメントした（通訳者はこの言葉を省略）。
2007年1月16日に日本テレビで放送された現代に甦った闇の死置人 あなたの怨み晴らしますというドラマに本人役として出演した。
2019年には日本の人気漫画のフランス実写版シティーハンター THE MOVIE 史上最香のミッションに出演した。

## 人物・エピソード
- 祖先はケルト人（ブルトン人）であり、「好戦的なケルト人は、“剣は栄誉の保証であり、武勇をもたらすシンボルで、力を与えてくれる特別な物”と考えていたから」という理由で2000年には勝利した後にリング上で剣を掲げるパフォーマンスを行ったり、2002年からは入場する際にケルト人の末裔であることを意識した王様の様な赤いマントを着用して入場することが度々あった。また、剣を持っていたもう一つの理由として、レ・バンナの好きな映画であるコナン・ザ・グレートを意識しており、入場曲も同映画のテーマ曲を使ったと答えている。
- 小学生時代には体が大きかったため“ブルドーザー”と呼ばれていた。“ハイパー・バトルサイボーグ”という異名について本人は「“ただ強ければいい”という嫌なニックネームだ。それより俺はジェロニモのような勇敢で慈悲深く、果敢に前に突き進む戦士でありたい」として嫌っていた時期もあったが、試合を控えてのインタビューでバンナ自ら「俺様は“ファイティング・サイボーグ”だ。どんな時でも戦って豪快に勝つぜ」と言う等、長年“バトルサイボーグ”と呼ばれているうちに愛着が生まれたことがうかがえる。また、K-1初参戦から数年間は入場時にジェロニモが描かれたコスチュームを着ることが多かった。2004年頃から呼ばれ始めた“K-1の番長”というニックネームは気に入っているようで、“BANCHO”と書かれたTシャツを着ていたこともあった。リングコールとしては、K-1 GRAND PRIX '99 決勝戦準々決勝のアーツ戦とフランスでの試合でジェロム“ジェロニモ”レ・バンナ、2000年のISKA Championship Kickboxingでのジョンソン戦とK-1 WORLD GP 2007 FINAL準決勝のシュルト戦でジミー・レノン・ジュニアに“The hard hitting”ジェロム・レ・バンナとコールされた。上記の例を除いて、K-1の大会で外国人リングアナがレ・バンナをリングコールする時は“ハイパー・バトルサイボーグ”がコールされている。
- K-1 GRAND PRIX '99 決勝戦の抽選会ではピーター・アーツ、K-1 WORLD GP 2006 in TOKYO 決勝戦の抽選会ではセミー・シュルトと、当時、「絶対王者」と評価されていた前年度王者との対戦を自ら希望して指名した。
- 歯に衣着せぬトラッシュトークを連発し、バンナが大会の看板選手だった2001年のWORLD GP決勝戦の前にフジテレビで放送されたすぽると!では、「今日の俺の格言!」と題したコーナーで、過去から当時までのレ・バンナの名言を連日に渡って放送した。
- K-1屈指の人気を誇り、特にヨーロッパとアジアでの人気は絶大である。谷川貞治は「オランダではオランダ人のレミー・ボンヤスキーを差し置いてレ・バンナの方が人気が高いくらい」とコメントしていた。また、プロ格闘技において通常は地元の選手や実績や人気が上の選手が赤コーナーで、格下の選手やアウェーの選手が青コーナーとなるが、K-1 WORLD GP 2006 in AMSTERDAMでは前K-1 WORLD GP王者でオランダ人のレミーを差し置いてレ・バンナが赤コーナーとなった。日本での人気の高さに加えて、韓国で開催されたK-1 WORLD GP 2009 IN SEOUL FINAL16では、演出で不死鳥の翼を纏ったバンナが大会ポスターとパンフレットの表紙を独占的に飾り、K-1 WORLD GP 2010 IN SEOUL FINAL16でもパンフレットの表紙を飾るなどアジアでの人気の高さも現れている。現役晩年になってもいまだに高い人気を誇り、2019年12月15日にロシアでWorld Cup TNA Fightsに出場した際には、レ・バンナの出場が発表されてから僅か30分で1万席以上のチケットが完売し、YouTubeで生中継された試合は視聴者数300万人を超えた[50]。
- K-1に対する熱意と愛情も人一倍深く熱いことでも知られている。1998年にプロボクシングに転向した際に、契約の問題等もあって干されてしまい、「試合が出来ず、ファイトマネーが稼げないから生まれてきたばかりの娘へのミルク代すら無い」と苦しんでいた所をK-1に救ってもらったことに対して恩義を感じており、「K-1は俺にとって皮膚みたいなもんだ。運命共同体なのさ。ファンとK-1のためなら俺の命を捧げる覚悟がある」と言い切る。その覚悟ゆえに、怪我などを抱えていたり、過密日程による過酷な連戦であってもK-1の興行を支えるために試合を受諾してしまうことがある。また、K-1の外敵に対して凄まじい闘争心を燃やしており、K-1ではなく極真を主戦場としているフィリォとペタスと対戦した際には試合前から尋常じゃない殺気を放って対抗心を露にしたり、『谷川モンスター路線（詳細は谷川貞治の項を参照）』の象徴的選手であるボブ・サップやチェ・ホンマンらに対しては、「アイツらはK-1を見世物小屋にしやがった。奴らは人間としては良い奴だが、ファイターとしては大嫌いだ」と嫌悪感を露にしていた。プロボクシング3団体統一世界ヘビー級王者マイク・タイソンのK-1参戦が浮上した時やK-1vsPRIDEなどの対抗戦が行われる際にはレ・バンナは真っ先に「K-1代表としてどのルールでも戦う」と名乗り出ている。2000年に石井和義は「今のK-1では、バンナだけが試合用トランクスに"K-1"って刺繍を入れてる。バンナの頭の中には常に"バンナ=K-1"っていうのがあって、K-1が極真やPRIDEやプロレスやボクシングとかに絶対勝たなきゃいけないという気持ちを持ってるのはバンナ一人だけです。最もK-1を象徴するMr.K-1はアーツでもアンディ・フグでもホーストでもなくバンナですね」と語っている[51]。また、K-1を主催するFEGのファイトマネー未払い問題については口を閉ざしてきたが、2010年大晦日の試合のファイトマネーが半年以上も経っても支払われないことに対して遂に我慢の限界に達し、「石井館長にはとても感謝しているし、尊敬している。しかしその後、ピエロのような人が現れた。いま、報道陣が笑ったように、それは谷川貞治だ。谷川は信頼できない。彼はタダのワラ人形、パペットだ。谷川を制裁するためにもIGFでアントニオ猪木さんと闘ってほしいね。谷川がいる限り、K-1には出ない！」と怒りを露にした[52][53]。2011年8月24日のSアリーナに生出演した際には、「K-1には色々な問題が起きているが、何とか復活できたらまたK-1に参戦したい」とコメントした。
- レ・バンナのパンチはトップクラスのボクサー達からも高く評価されており、前述のように伝説のボクシング世界王者イベンダー・ホリフィールドからも「パンチ力だけなら既に世界最強」と認められたほか、1996年アトランタオリンピックボクシングヘビー級フランス代表のクリストフ・マンディや元WBA世界ジュニアウェルター級王者カル・ライリーらからも高く評価されてボクシングへの挑戦を薦められ、ホリフィールドを含めた数多くの世界王者を育てた名トレーナーのドン・ターナーとロバート・リーからも実力を認められたこともあり、1998年にK-1と並行してプロボクシングにも挑戦した。プロボクシングでの戦績は全勝で、ビッグマッチの前座に出場するなど期待されていたが、契約問題でプロモーターに干されたためにK-1に専念することになり、ボクシングでの実力は未知のままとなったが、1999年にはダウン経験が一度も無いほどの打たれ強さを持ち、後にWBA世界ヘビー級王座に挑戦するマット・スケルトンをパンチで圧倒して1ラウンドKO勝利、2002年にはこれまでパンチでダウンしたことのなかったマーク・ハントからパンチでダウンを奪ってTKO勝利、2001年には前年にWBO世界クルーザー級王座に挑戦したアダム・ワットにパンチだけで1ラウンドKO勝ちを収め、マイク・タイソンの練習仲間であるワットに「ガードの上から殴られたのにKOされてしまった。物凄いパワーだった」と言わしめるなど、バンナがボクシングでも活躍した可能性の片鱗を見せている。2010年には元世界クルーザー級統一王者ジャン＝マルク・モルメクがレ・バンナとのボクシングルールでの対戦を避けた。また、レ・バンナ本人は自分のボクシングテクニックについては「俺のテクニックは改善すべき点が多くあるからもっと強くなれる。タイソンやオスカー・デ・ラ・ホーヤのような技術を身につけるまではまだまだだ」と謙虚に語る一方、パンチ力については「俺様のパンチはただのパンチじゃない。相手の身体に風穴を開けて身体も心もぶち壊すパンチだ」とのほか、SRS-DX No.41においては「フィリオがつまらない闘いをするようになったのもピーターが低迷しているのも、オレのパンチがあまりにも強すぎるせいだな。俺のパンチは単に痛いだけでなく相手の身体にも心にも染み込んで破壊してしまうから仕方ないね」と語っていた。
- 総合格闘技については、当時はフランスでは総合格闘技が法律で禁止されていることに加えて、K-1に対する愛情から当初は嫌っていたが、総合デビュー戦の安田忠夫戦ではK-1WGP決勝の直後の試合ということもあってわずか2週間しか寝技の練習が出来なかったにもかかわらず、スイープしてマウントポジションを奪うなど順応できたことと、総合ルールの練習と試合をこなしていくうちに好きになっていったとのこと。2017年5月～2020年7月までフランスの首相だったル・アーヴル市長のエドゥアール・フィリップに週に3日ほど格闘技の指導を行っており、総合格闘技がフランスで合法化されるようにレ・バンナとフィリップが尽力した[54]。2002年には当時ヴァンダレイ・シウバらが所属していたシュートボクセ・アカデミーに所属することを検討していることも表明し、2012年にはラスベガスにあるヴァンダレイ・シウバのジムでシウバ達と総合格闘技の練習をしている。2005年にエメリヤーエンコ・ヒョードルらと合同練習した際にはヒョードルから「絞め技が上手い」と評価された。2017年からはパリの総合格闘技の名門MMAファクトリーにMMAの練習拠点を移し、第22代UFC世界ヘビー級王者フランシス・ガヌー、元UFC世界ヘビー級暫定王者シリル・ガーヌ、ナッソーディン・イマボフらとスパーリングしていた。2006年にUFCからオファーが来た際にはUFCでティム・シルビアやミルコ・クロコップとの対戦を熱望していたが、UFCは他団体への出場を許可しない独占契約であるため、あくまでK-1との並行参戦を望むレ・バンナはUFCとの契約に至らなかった。その後、2009年にモントリオールのトライスタージムでジョルジュ・サンピエールやデニス・カーンらと練習して世話になったことに加えて、UFCから再び出場オファーが来たため、「彼らを喜ばせるために、2試合くらいならやってもいいかと考えている」と語った。その一方で、「しかし俺の心のボスは石井和義館長。心はここにある」とK-1への忠誠も忘れていない[55]。MMAルールではシルビア、ミルコ、アリスター・オーフレイムらとの対戦を熱望している。
- 昔からファンに対しては感謝の念を度々口にしており、その対応は非常に紳士的である。試合前にもかかわらず、ホテルに押しかけたファンと共に食事に応じたこともある。自国のフランスに対して誇りを持っているが非常に親日家である。初来日する以前から元々日本料理が好きで、日本の武士道精神などの「和」を感じるものを好んでおり、誰にも聞かずに自分で池上本門寺の場所を調べて参拝しに行くなどしている[56]。東日本大震災が起きた後、IGFのチャリティー大会に参戦したことについては、家族からも来日を反対されたなかで「もし大変なことにあったら、俺は日本で死んでもいい。その覚悟で日本に来た。フィアンセにも"絶対に俺は行くぞ"と言って認めてもらってきた」「俺は震災のショックを少しでも吹き飛ばすファイトをするつもりだ。震災で色々なものを失い、希望を失い、絶望の中にいる日本の皆さんに勇気と希望を与えられるような、明るい未来を見てもらえるような試合を必ずして元気を与えたい」「京都、名古屋、大阪にも行きたいが、できれば仙台に行きたい。それで現地の人と話をしたいと思っている。日本は俺にとって第二の故郷。何か少しでも力になりたい。それが俺の今の夢なんだ」[57]と語っている。日本以外のマスコミからのインタビューでは「日本は素晴らしい国だから皆も来ると良いよ」と答えることも多く、日本に対する愛着と敬意が表れている。「俺が戦う理由はK-1王座が欲しいからじゃないし、金を稼ぐためでも、自分のためでも、娘のためですらない。俺を信じて応援し続けてくれているファンのためだ。ファンのために必ずK-1王座を取る」「俺には、誰にも負けない世界に誇れる武器が一つだけある!それは俺のことを応援してくれるファンの力だ!」と語るほどファンへの感謝の想いは強い。
- K-1 WORLD GP 2005 IN OSAKA 開幕戦にてゲーリー・グッドリッジと対戦し、1ラウンドKO勝利した後、レ・バンナは控え室に戻らずにグッドリッジの元へと向かい、レ・バンナのローキックのダメージによって歩けなくなっているグッドリッジを自分の背中におんぶして医者の元へと連れていった。この時のことについてレ・バンナは「周りにゲーリーをおぶれるような体格の人もいなかったから咄嗟に身体が動いたんだ」と語っている。
- 最初の妻とは別居生活が続いた末に2005年2月に離婚。2006年に別の女性と再婚するがその後2度目の離婚。2011年12月30日の試合でKO勝利して王座を獲得した後のリング上で恋人にプロポーズして2012年7月に正式に3度目の結婚したが2020年に離婚、2021年に合気道の師範である女性と4度目の婚約をし、アマチュアキックボクシングの指導もしていた。3度目の結婚相手であるメリッサはカメラ撮影のプロであり、フランスの格闘技専門チャンネルKOMBAT SPORTにて2012年以来、毎月放送されていたレ・バンナのドキュメンタリー番組の撮影・編集も行っていたほか、メリッサのYouTube公式チャンネルにもドキュメンタリーをUPしている。最初の妻との間に1999年生まれのヴィクトリアという一人娘がおり、時折自分の試合の観戦のために日本に同行させている。「日本で娘に対して見せたいものはありますか？」という質問には「いろんな人がいるということ。日本人は見た目も違うし、違う文化があるということ、日本人の優しい面、人は優しくなれるんだということ、日本人がお互い尊敬の念を持って暮らしていること、違う文明同士が調和を持って暮らしていけるということを分かってほしいと思っている」と答えて父親らしい一面を見せている[58]。
- 動物好きであり、犬や亀、ポニー、ウサギ、アヒル、馬など様々な動物を飼育している。大学では獣医学を学んでいた。動物好きになったのは友達のいない幼少期のバンナに、彼の母親が一匹の亀をプレゼントしたことがきっかけ。以来、彼は亀を自室の洋服箪笥の引き出しの中で飼う様になった。将来の夢は動物園の設立。動物と触れ合って感じたことについて、「人生で大切なことを学べるね。動物を大切にすればするほど彼らもそれに応えてくれる。絆が固くなるんだ。忠誠心だよ。今の仲間のことを考えたとき、共通点があるとしたらそこだね。互いの愛情さ」と語っている。
- 以前までは人嫌いで「今のK-1の連中は仲良しクラブみてえだ」「人間と違って犬は人を裏切らないから好きだ」「お前ら、俺を憎め。もっと憎めばいい。その方がやりやすいぜ。全員ぶっ倒してやる」と語るなど一匹狼的な性格だった。また、トレーナーや練習相手を雇っても対立して頻繁に解雇したため、一時期は試合の度にセコンドに就く人間が代わっており、レ・バンナ本人も「毎日トレーナーと顔を合わせてるとモメるから必要な時だけ俺のジムに来てもらってる」と語るなど、本人も認めるほど気難しい性格だった。その一方で、ハンガリー出身の少年が、経済的に余裕がないために空手クラブの入会金を支払えないと知るとレ・バンナが黙って代わりに支払ったり、日本のラーメン屋で食事中に通りかかったレ・バンナファンの女性がレ・バンナを見て興奮のあまり気分が悪くなってしまった際には丁寧に介抱するなど、優しい一面も持つ[59]。インタビュー中に不機嫌になると貧乏揺すりをする癖があり、無愛想かつ短いコメントで済ます。しかし、当時から娘のことに話が移った際は途端に饒舌になる。試合用トランクスには必ずヴィクトリアの名前が刺繍してあり、試合前には必ず娘の名前の部分を触る。左腕粉砕骨折の治療のため手術をした際にも、手術した左肘周辺にヴィクトリアの名前を刺青している。「徹底的に殴り合う。リング上で死んでも構わない」と覚悟を決めているなかで、「いつ死ぬかもしれない。死ぬ前に思い浮かべるのは娘のヴィクトリアでいたい」と語っている[60]。また、近年は他のファイターとも談笑するなど落ち着いてきたようであり、2010年3月からはアムステルダムに単身赴任してドージョー・チャクリキで練習するなど、一匹狼だったかつてと違って仲間との絆を大切にしている。
- 2014年7月18日、大森ゴールドジムでの練習後のレ・バンナとドージョー・チャクリキ古河の相澤宏使の前で、お年寄りが横断歩道で転倒するのを見かけるとすぐに駆け寄って助け起こし、お婆さんの手をとって横断歩道を渡った。この出来事がゴング格闘技のTwitterで紹介されるとバンナを絶賛する声が続出し、めざましテレビでも紹介された[61]。
- 自身の生き様について「戦いとロックは同じだ。ロックンロール的な人生が大好きだ!そこには魂の破壊があるからな。後先考えたりしない。だから俺の人生はロックンロールだ。過去なんかどうでもいい、今の俺に期待しろ。いつでもやり直せる、それが人生ってもんだろ」「俺は戦うためにこの世に生まれた。俺は生きるために戦い、戦うために生きる」「たとえリングで死んでも、それが人生だ。どんな時でも俺は恐れず真っ向勝負でKO勝ちを狙う」と語っている。2007年から「It's Rock'n Roll, baby! Rock'n Roll」という言葉を決め台詞にするようになった。
- 左腕を粉砕骨折して以来、2007年6月まで左腕に2本のプレートと金属のボルト13本を埋め込んでいた。そのため「空港では必ず金属探知機の検査に引っかかるから、いちいち説明するのが面倒だ」とジャンクSPORTSに出演した時とK-1公式サイトのインタビューで語った[62]。また、レ・バンナの鍛え抜かれた腕が太すぎて、一般人の腕に埋め込むために使われているプレートでは小さすぎるため、足に埋め込むための大きめのプレートがレ・バンナの腕には埋め込まれていた。
- 2度も壮絶な交通事故の被害に遭ったが奇跡的に生き延びている。一度目は2000年10月、日本で行われるK-1 WGP決勝大会の組み合わせ抽選会に参加するため、車で空港に向かっていたが大型トラックと激突。乗っていた車は大破し、運転していたチームメイトのフィリップ・ゴミスは意識不明となった末に無事に生還、助手席に座っていたレ・バンナは奇跡的に軽傷で済んだが、大事を取って病院に向かったため、抽選会には国際電話での参加となった。2度目は2017年12月、妻が運転していた車の助手席に座っている時に交通事故に遭い、夫婦揃って意識不明の重体となり、レ・バンナは胸骨損傷をはじめ4カ所も骨折した。しかし、驚異的な回復力を発揮し、事故から2か月後には本格的なトレーニングを再開した。この経験を通して「これだけ壮絶な重傷を負って、45歳という年齢から衰えもあるなかで充分に戦えるだけの体調と強さまでに戻すことが出来た。たとえ困難な状況であったり、年齢による衰えがあったりしても、何か目標があるなら少しずつでもいいから毎日努力を重ねていけばどんな仕事や物事でも良い結果に繋げることができるということを皆に伝えたい」とコメントし、事故からの復帰戦で1ラウンドKO勝ちを収めた[41]。
- 2017年9月10日の夕方、フランスのアヌシーで暴走運転により通行人を轢きかけた無免許ドライバーが壁に激突して停車し、現場に居合わせた人々に取り押さえられリンチを受けていると、そこに通りかかったレ・バンナが割って入り仲裁した。レ・バンナは「犯罪者が相手なら私刑やリンチをしていいわけではない。リンチされているのを見過ごすわけにはいかなかった。彼は法によって裁かれるべきだし彼にも裁判を受ける権利がある。だから警察が来るまで彼を守った。当然のことをしただけだよ」とコメントした[63]。
- フランスではキックボクシングが盛んではなく、総合格闘技に至っては2019年まで法律で禁止されていたため、練習相手を探すことにも苦労しており、「せっかくスパーリング・パートナーを連れてきても俺の打撃に耐えられなくてすぐ潰れる奴が多い」とぼやくこともあった。そのため、オランダ、タイ、アメリカ合衆国、ロシア、カナダなど世界各国に出稽古をしている。
- 義理人情に厚く、器の大きい性格である。前述のように1998年にプロボクシングに転向した際には、仲介役のプロモーターだったジャン・クリストフ・クレージュの業務怠慢に対して抗議すると逆ギレされて試合が組まれなくなったという出来事があったが、それでも2009年には「色々あったが、クレージュに世話になったからボクシングの試合が出来た。だから再び彼が自分の興行で俺に戦ってほしいと言うなら喜んで戦って勝つ」と言ってクレージュと和解するなど、器の大きい一面を見せた。また、レ・バンナの友人であり、練習パートナーでもあるヨハン・デュプラスが所属しているボクシングジムは、プロライセンスを持っているのがヨハンのみであり、ジムの会員も少なく、有力なプロモーターもいないため練習相手を探すのも困っていることを知ると、「俺もスパーリングパートナー探しやマネージメントで苦労した経験があるから気持ちはよく分かるし、彼は良い友達だ。俺がヨハンのジムを代表して彼と共にボクシングマッチを戦えばジムの宣伝にもなる」と言って、ヨハンをクレージュに紹介してプロモート契約を結ばせ、2009年5月23日のクレージュの興行でヨハンと共に11年ぶりのボクシングマッチを戦うことを決意した[64]。その試合でKO勝利した直後のマイクアピールでは、母国のファンと会場に招待していたアラン・ドロンとマチュー・カソヴィッツにも感謝の言葉を残した。その後、ヨハンは2012年に来日し、ボクシング転向後の藤本京太郎がメインを務めた興行セミ前で竹原真敬からKO勝利を挙げている。
- K-1を世界中に広めるべく、フランスだけでなくイタリアやベルギーなど世界各地に出向いて格闘技セミナーを開催している。

### 他のファイターとの関係
ピーター・アーツ
長年に渡ってお互いをライバルと認め合う盟友。2000 - 2004年頃のレ・バンナは多くの対戦相手に対して挑発的なトラッシュトークを連発していたが、当時もアーツに対してだけは敬意を欠かさない発言をしており、当時のアーツが不調にあえいで引退を囁かれていたなかで「ピーターはこのまま終わる奴じゃない」と語っていた。2010年にレ・バンナがアーツの所属するドージョー・チャクリキに所属するようになったこともあって、お互いのセコンドに就くなどしている。
マイク・ベルナルド
K-1に参戦する前から対戦しており、お互いをライバルと認め合う盟友。特にベルナルドはレ・バンナをライバル視する発言が多く、プロボクシングからのK-1本格復帰後に強くなったバンナを参考にしてプロボクシングに挑戦したこともあった。ベルナルドの現役引退セレモニーが行なわれたK-1 WORLD GP 2006 開幕戦後のインタビューでベルナルドは「僕は結局K-1 WORLD GPで優勝できなかったけど、僕と同じ年にK-1デビューして今も初優勝を目指してるジェロムに僕が叶えられなかった夢を託すよ」とコメントしていた。ベルナルドの死去が報じられた際のインタビューで「彼は本当のチャンピオンだと思う。向こうのことわざで"いい奴から先に逝く"というが、そのことわざの通りだ」と語った。
アンディ・フグ
レ・バンナは最も理想とするK-1の象徴としてアンディの名前を挙げたこともある。1996年には大阪の正道会館でレ・バンナ、フグ、ベルナルド、武蔵の4人で合宿をしたこともあった。アンディは「レ・バンナは圧倒的なパワーもあり、才能もある素晴らしい選手。彼の練習環境が整えばもっと強くなって、手がつけられなくなるだろう」と語っていた。レ・バンナはK-1 WORLD GP 2001 in 大阪のトーナメントで全試合1ラウンドKO勝利で優勝した後のリング上でアンディへの追悼コメントをしたほか、2011年8月24日に生放送されたSアリーナに生出演した際には、「今日は友人であるアンディの命日だから、IGF王座を手に入れたことで彼に良い報告が出来ると思う」と語るなど、アンディの死後から10年以上経った現在でも忘れず敬意を抱いている。
アーネスト・ホースト
レ・バンナとは正反対のファイトスタイルであり、2000年 - 2003年頃までファイトスタイルを巡ってマスコミを通じて舌戦を繰り広げていた。しかし、2005年頃には両者共に完全に互いを尊敬し合うコメントを残している。また、「左腕粉砕骨折の怪我を負わせた張本人であるホーストへの怨みはあるのか」という質問に対して、「怨みなんてないよ。あれは神とか天の仕業に違いない。大切なのは起こってしまった後さ。つべこべ言っても何にもならない。どうやってそれを受け入れるかが一番重要なのさ。ホーストは凄くイイ奴だ。日本人風に言うならアイツは親分だ。たとえ互いの間で色々あっても俺たちはファイターだし、良心がある。ホーストはK-1を引っ張ってきたし、アーツやアンディ・フグや佐竹雅昭もそうだ。だから俺は彼らを尊敬し続けている」とコメントしている。なお、K-1 WORLD GP 2005 in TOKYO 決勝戦の組み合わせ抽選会では、当時K-1 WORLD GP引退を表明していたホーストを貴賓席で見つけると、登壇する前に握手を求めてホーストへの敬意と惜別の気持ちを示した。ホーストは「ジェロムは恐れ知らずな所が一番の武器だね。もしかしたら彼も内心では恐怖心を抱いていたのかもしれないが、決してそれを表に出さず常にファイトしてきた。例えば私は無茶をしてまで相手をKOしようとはしなかった。しかしジェロムは常にベストを尽くして全力で戦ってKO勝ちを狙い続けることを最重要視してきた。それは私がやりたくても出来なかったことだし、だからこそ彼は皆から愛されるんだ。今では彼は良き友人だよ」と敬意を示している。
マーク・ハント
レ・バンナは2002年のハントとの2戦を自身の格闘技キャリアの中で好きな試合として挙げている。ハントはレ・バンナとの通算4度目の対戦後、「僕はバンナと戦う度に寿命が10年縮んだよ。今回の僕は調子が良かったのに、それでも負けたし、もう二度とバンナに勝てる気がしない（笑）」と冗談で語った。2008年12月31日のDynamite!! 〜勇気のチカラ2008〜にて総合格闘技ルールでの対戦が組まれるも、レ・バンナがインフルエンザに感染し大会を欠場したため実現しなかった。
セミー・シュルト
2011年現在、4戦全敗しているものの、シュルトはレ・バンナを苦手としているとコメントしている。K-1 WORLD GP 2008 IN SEOUL FINAL16にてシュルトがピーター・アーツに敗れたことについては、「ピーターとは以前から一緒にK-1を盛り上げてきた戦友だから彼に勝ってもらいたかったし、勝つと信じていた」と語る一方で、「でもな、シュルトも実力のある選手だ。すぐに復活するだろう。復活すれば再び手強い相手になることは間違いない。だが、オレだって負けっ放しで終わるつもりはない。次こそはブッ倒してやるさ」と言ってシュルトに対しても敬意を表すと同時に対戦を希望している。
石井慧
石井は子供の頃からの憧れの選手の一人としてバンナを挙げており、2010年大晦日の対戦以降、親交を深めた。レ・バンナがアメリカに出稽古に来た際に再会し、その後は石井をオランダのドージョー・チャクリキやフランスの自分のジムでの練習に同行させるなどしている。レ・バンナは石井について「俺にとって息子みたいな奴だ」と気に入っており、レ・バンナの友人のラッパーのPVにも自身と共に石井を出演させている。2012年12月31日にはレ・バンナがさいたまスーパーアリーナで開催のDREAM.18 & GLORY 4に、石井が両国国技館で開催のINOKI BOM-BA-YE 2012にそれぞれ出場したが、レ・バンナは「さいたまから両国に行って石井のセコンドに就きたい。終わったらまたさいたまに戻って自分の試合に出る」と語るほど石井のサポートに名乗り出ていた。INOKI GENOME FIGHT 2でのミルコ戦では石井のセコンドに就いた。
武蔵
「K-1 10年の奇跡」のインタビューにて「俺達は同志だし、俺はすごい武蔵ファンなんだ」と発言し、さらに同インタビューではK-1 ANDY MEMORIAL 2001 〜JAPAN GP 決勝戦〜のトーナメント決勝にてニコラス・ペタスに判定負けした武蔵を「お前の方が強いのになぜ負けたんだ」と叱りつけたことを明かしている。武蔵が引退を賭けてレ・バンナに挑み、レ・バンナが勝利したK-1 WORLD GP 2009 IN SEOUL FINAL16では前述の通り試合後のリング上でレ・バンナは武蔵に対し土下座で敬意を表しており、K-1 WORLD GP 2010 IN YOKOHAMAにて行われた武蔵の引退セレモニーで武蔵に花束を渡した際には目に涙を浮かべながら土下座で敬意を表した。

## 戦績

### キックボクシング
| キックボクシング 戦績 | キックボクシング 戦績 | キックボクシング 戦績 | キックボクシング 戦績 | キックボクシング 戦績 | キックボクシング 戦績 | キックボクシング 戦績 |
| --------------------- | --------------------- | --------------------- | --------------------- | --------------------- | --------------------- | --------------------- |
| 113 試合              | (T)KO                 | 判定                  | その他                | 引き分け              | 無効試合              |                       |
| 87 勝                 | 71                    | 16                    |                       | 2                     | 1                     |                       |
| 23 敗                 | 14                    |                       |                       | 2                     | 1                     |                       |

| 勝敗 | 対戦相手                                     | 試合結果                                          | 大会名 | 開催年月日     |
| ×    | K-Jee                                        | 1R 1:26 KO（ハイキック）                          | K−1 WORLD GP 2024 IN OSAKA 【K-1 WORLD GP 2024 OPENWEIGHT ASIAN ROUND】                                       | 2024年10月5日  |
| ○    | 金枝勇気                                     | 2R 1:39 KO（右フック）                            | KNUCKLE'S 16                                                                                                  | 2024年6月30日  |
| ○    | ビャチェスラフ・ダトシク                     | 2R KO（左ミドルキック）                           | World Cup TNA Fights                                                                                          | 2019年12月15日 |
| ○    | イム・ジュンス                               | 2R 2:15 KO（右フック）                            | HEAT 45 | 2019年7月28日  |
| ○    | アドナン・アリック                           | 1R 2:02 KO（左ミドルキック）                      | Bulldog Media Fight Night 2                                                                                   | 2019年4月19日  |
| ○    | 楠ジャイロ                                   | 2R 2:47 KO（右ローキック）                        | HEAT 44 | 2019年3月2日   |
| ○    | ヴォイチェフ・ブリンスキ                     | 1R KO（左ミドルキック）                           | Fight Legend Geneva 【WAKO-PRO認定FIGHT LEGEND世界ヘビー級タイトルマッチ】                                    | 2018年10月27日 |
| ○    | カール・ロバーソン                           | 2分5R終了 判定3-0                                 | Fight Night Saint-Tropez III 【WKNオリエンタル・キックボクシング世界スーパーヘビー級タイトルマッチ】          | 2015年8月4日   |
| ○    | クラウディオ・イストラテ                     | 2R 0:52 KO（左膝蹴り）                            | Final Fight 2 【ISKA・K-1世界スーパーヘビー級タイトルマッチ】                                                 | 2015年4月25日  |
| ○    | コリン・ジョージ                             | 2R 0:23 KO（左ミドルキック）                      | Fight Night Saint-Tropez II                                                                                   | 2014年8月4日   |
| ○    | ルシアン・ダニレンク                         | 2R 0:48 KO(3ノックダウン : 右ボディフック)        | Final Fight - Retour aux sources                                                                              | 2014年5月30日  |
| ×    | セルゲイ・ハリトーノフ                       | 3R終了 判定0-3                                    | GLORY 13 TOKYO                                                                                                | 2013年12月21日 |
| ○    | シンデン・ハマーレイン                       | 2R KO(右ボディフック)                             | La 20ème Nuit des Champion                                                                                    | 2013年11月23日 |
| ○    | ヴィタリ・オフラメンコ                       | 2R KO(3ノックダウン：右ローキック)                | Fight Night Saint Tropez 【WKNオリエンタル・キックボクシング世界スーパーヘビー級タイトルマッチ】              | 2013年8月4日   |
| ○    | ロマン・クレイブル                           | 2R 0:53 KO（左ミドルキック）                      | Time Fight 3                                                                                                  | 2013年6月16日  |
| ○    | KOICHI                                       | 3R終了 判定150-135                                | GLORY 8 TOKYO                                                                                                 | 2013年5月3日   |
| ○    | KOICHI                                       | 3R 2:48 KO（右フック）                            | DREAM.18 & GLORY 4 【ボーナス・ファイト 2分3ラウンド】                                                        | 2012年12月31日 |
| △    | アーノルド・オボロトフ                       | 2分5R終了 判定                                    | Le Banner Series Acte 1 【WKNオリエンタル・キックボクシング世界スーパーヘビー級タイトルマッチ】               | 2012年4月28日  |
| ×    | エロール・ジマーマン                         | 1R TKO(レフェリーストップ/3ノックダウン)          | United Glory 15                                                                                               | 2012年3月23日  |
| ○    | アンドレイ・キルサノフ                       | 3R KO(左ミドルキック)                             | Gladiator's War - Le Banner Tour 1st Fight 【ワールドプロリーグ・ムエタイ世界スーパーヘビー級タイトルマッチ】 | 2011年12月30日 |
| ○    | ステファン・レコ                             | 5R終了 判定3-0                                    | 8ème Nuit des Sports de Combatbr 【I.S.K.A.フリースタイル世界スーパーヘビー級タイトルマッチ】                 | 2011年6月11日  |
| ×    | 京太郎                                       | 試合放棄 （※3R終了 判定1-0）                      | K-1 WORLD GP 2010 IN SEOUL FINAL16 【WORLD GP 1回戦】                                                         | 2010年10月2日  |
| ○    | トーマス・ノヴァク                           | 5R 2:56 KO（右フック）                            | MUAYTHAI GALA INTERNATIONAL 【WPMFムエタイ世界スーパーヘビー級タイトルマッチ】                                | 2010年7月23日  |
| ○    | タイロン・スポーン                           | 3R終了 判定3-0                                    | K-1 WORLD GP 2010 IN YOKOHAMA                                                                                 | 2010年4月3日   |
| ×    | セミー・シュルト                             | 1R 1:21 KO（2ノックダウン：左前蹴り）             | K-1 WORLD GP 2009 FINAL 【WORLD GP 準々決勝】                                                                 | 2009年12月5日  |
| ○    | 武蔵                                         | 3R終了 判定3-0                                    | K-1 WORLD GP 2009 IN SEOUL FINAL16 【WORLD GP 1回戦】                                                         | 2009年9月26日  |
| ×    | エヴェルトン・テイシェイラ                   | 延長2R終了 判定1-2                                | K-1 WORLD GP 2009 IN YOKOHAMA 【スーパーファイト】                                                            | 2009年3月28日  |
| ×    | レミー・ボンヤスキー                         | 3R 1:46 TKO（ドクターストップ：左上腕骨折の疑い） | K-1 WORLD GP 2008 FINAL 【WORLD GP 準々決勝】                                                                 | 2008年12月6日  |
| ○    | 澤屋敷純一                                   | 3R終了 判定3-0                                    | K-1 WORLD GP 2008 IN SEOUL FINAL16 【WORLD GP 1回戦】                                                         | 2008年9月27日  |
| ×    | セミー・シュルト                             | 3R終了 判定0-2                                    | K-1 WORLD GP 2008 IN FUKUOKA 【K-1スーパーヘビー級タイトルマッチ】                                            | 2008年6月29日  |
| ×    | セミー・シュルト                             | 2R 1:02 TKO（タオル投入）                         | K-1 WORLD GP 2007 FINAL 【WORLD GP 準決勝】                                                                   | 2007年12月8日  |
| ○    | チェ・ホンマン                               | 3R終了 判定3-0                                    | K-1 WORLD GP 2007 FINAL 【WORLD GP 準々決勝】                                                                 | 2007年12月8日  |
| ○    | パク・ヨンス                                 | 1R 0:54 KO（右フック）                            | K-1 WORLD GP 2007 IN SEOUL FINAL16 【WORLD GP 1回戦】                                                         | 2007年9月29日  |
| ×    | 澤屋敷純一                                   | 3R終了 判定0-3                                    | K-1 WORLD GP 2007 IN YOKOHAMA                                                                                 | 2007年3月4日   |
| ×    | セミー・シュルト                             | 3R終了 判定0-3                                    | K-1 WORLD GP 2006 IN TOKYO 決勝戦 【WORLD GP 準々決勝】                                                       | 2006年12月2日  |
| ○    | チェ・ホンマン                               | 延長1R終了 判定3-0                                | K-1 WORLD GP 2006 IN OSAKA 開幕戦 【WORLD GP 1回戦】                                                          | 2006年9月30日  |
| ○    | レミー・ボンヤスキー                         | 3R終了 判定3-0                                    | K-1 WORLD GP 2006 IN AMSTERDAM 【スーパーファイト】                                                           | 2006年5月13日  |
| ×    | ピーター・アーツ                             | 延長1R終了 判定0-3                                | K-1 WORLD GP 2005 IN TOKYO 決勝戦 【WORLD GP 準々決勝】                                                       | 2005年11月19日 |
| ○    | ゲーリー・グッドリッジ                       | 1R 2:13 KO（3ノックダウン：右フック）             | K-1 WORLD GP 2005 IN OSAKA 開幕戦 【WORLD GP 1回戦】                                                          | 2005年9月23日  |
| ○    | ディミトリ・ポドガイスキー                   | 1R 1:49 KO（右フック）                            | La Finale du Grand Tournoi                                                                                    | 2005年7月2日   |
| ○    | シリル・アビディ                             | 5R 2:53 KO（右フック）                            | K-1 WORLD GP 2005 IN PARIS 【スーパーファイト】                                                               | 2005年5月27日  |
| ○    | オリヴァー・ヴァン・ダム                     | 1R KO（左フック）                                 | Post Tenebra Cup 2005 【WKNムエタイ世界スーパーヘビー級タイトルマッチ】                                       | 2005年4月30日  |
| ○    | 天田ヒロミ                                   | 2R 1:03 KO（2ノックダウン：左ローキック）         | K-1 WORLD GP 2004 決勝戦 【WORLD GP リザーブファイト】                                                        | 2004年12月4日  |
| ×    | フランソワ・"ザ・ホワイトバッファロー"・ボタ | 3R終了時 TKO（タオル投入）                        | K-1 WORLD GP 2004 in TOKYO 開幕戦 【WORLD GP 1回戦】                                                          | 2004年9月25日  |
| ○    | テレンス・リーズビィ                         | 1R 0:53 KO（右膝蹴り）                            | K-1 WORLD GP 2004 in SEOUL 【スーパーファイト】                                                               | 2004年7月17日  |
| ○    | シャカ・ズール                               | 2R 1:16 KO（右ローキック）                        | K-1 SURVIVAL 2003 〜JAPAN GP 決勝戦〜 【スーパーファイト】                                                    | 2003年9月21日  |
| ○    | ヴィタリ・オフラメンコ                       | 2R 2:32 KO（右ストレート）                        | K-1 WORLD GP 2003 in パリ 【スーパーファイト】                                                                | 2003年6月14日  |
| ×    | アーネスト・ホースト                         | 3R 1:25 KO（3ノックダウン：右ミドルキック）       | K-1 WORLD GP 2002 決勝戦 【WORLD GP 決勝】                                                                    | 2002年12月7日  |
| ○    | マーク・ハント                               | 3R終了 判定3-0                                    | K-1 WORLD GP 2002 決勝戦 【WORLD GP 準決勝】                                                                  | 2002年12月7日  |
| ○    | 武蔵                                         | 2R 0:51 TKO（タオル投入）                         | K-1 WORLD GP 2002 決勝戦 【WORLD GP 準々決勝】                                                                | 2002年12月7日  |
| ○    | ゲーリー・グッドリッジ                       | 1R 0:42 KO（右ストレート）                        | K-1 WORLD GP 2002 開幕戦 【WORLD GP 1回戦】                                                                   | 2002年10月5日  |
| ○    | ドン・フライ                                 | 1R 1:30 KO（左フック）                            | Dynamite! SUMMER NIGHT FEVER in 国立                                                                          | 2002年8月28日  |
| ○    | シニサ・アンドリヤセビッチ                   | 4R終了時 TKO（タオル投入）                        | ISKA Championship Kickboxing 【2分7R変則ムエタイルール】                                                      | 2002年7月6日   |
| ○    | マーク・ハント                               | 2R終了時 TKO（タオル投入）                        | K-1 WORLD GP 2002 in パリ                                                                                     | 2002年5月25日  |
| ○    | 天田ヒロミ                                   | 1R 1:42 KO（右ストレート）                        | K-1 WORLD GP 2002 in 名古屋                                                                                   | 2002年3月3日   |
| ×    | マーク・ハント                               | 2R 2:32 KO（パンチ連打）                          | K-1 WORLD GP 2001 決勝戦 【WORLD GP 1回戦】                                                                   | 2001年12月8日  |
| ○    | マーク・デ・ウィット                         | 2R 1:45 KO（右ストレート）                        | K-1 ANDY MEMORIAL 2001 〜JAPAN GP 決勝戦〜 【スーパーファイト】                                               | 2001年8月19日  |
| ○    | ステファン・レコ                             | 5R終了 判定3-0                                    | K-1 SURVIVAL 2001 〜JAPAN GP 開幕戦〜 【スーパーファイト】                                                    | 2001年6月24日  |
| ○    | アダム・ワット                               | 1R 0:46 KO（右フック）                            | K-1 WORLD GP 2001 in 大阪 【GP予選トーナメント 決勝】                                                         | 2001年4月29日  |
| ○    | エベンゼール・フォンテス・ブラガ             | 1R 1:03 KO（2ノックダウン：右フック）             | K-1 WORLD GP 2001 in 大阪 【GP予選トーナメント 準決勝】                                                       | 2001年4月29日  |
| ○    | パヴェル・マイヤー                           | 1R 2:15 KO（左フック）                            | K-1 WORLD GP 2001 in 大阪 【GP予選トーナメント 1回戦】                                                        | 2001年4月29日  |
| －   | マイク・ベルナルド                           | ノーコンテスト                                    | K-1 GRADIATORS 2001 〜新世紀 一撃伝説の幕開け〜                                                               | 2001年3月17日  |
| ○    | アンドレイ・ズラウコフ                       | 2R TKO（レフェリーストップ）                      | Double Shock Power                                                                                            | 2001年3月4日   |
| ○    | アーネスト・ホースト                         | 1R終了時 TKO（タオル投入）                        | K-1 WORLD GP 2000 in 名古屋 【GP予選トーナメント 決勝】                                                       | 2000年7月30日  |
| ○    | ニコラス・ペタス                             | 1R 3:00 KO（2ノックダウン：右フック）             | K-1 WORLD GP 2000 in 名古屋 【GP予選トーナメント 準決勝】                                                     | 2000年7月30日  |
| ○    | マーク・ハント                               | 3R終了 判定3-0                                    | K-1 WORLD GP 2000 in 名古屋 【GP予選トーナメント 1回戦】                                                      | 2000年7月30日  |
| ○    | ショーン・ジョンソン                         | 1R KO（左フック）                                 | ISKA Championship Kickboxing                                                                                  | 2000年7月13日  |
| ○    | ヤン・"ザ・ジャイアント"・ノルキヤ           | 1R 1:07 KO（左フック）                            | K-1 SURVIVAL 2000                                                                                             | 2000年5月28日  |
| ○    | フランシスコ・フィリォ                       | 1R 2:02 KO（左ストレート）                        | K-1 THE MILLENNIUM                                                                                            | 2000年4月23日  |
| ○    | パリス・バシリコス                           | 2R 1:09 KO（右フック）                            | ISKA Championship Kickboxing 【ISKAムエタイ世界スーパーヘビー級タイトルマッチ】                               | 2000年3月17日  |
| ×    | アーネスト・ホースト                         | 2R 0:26 KO（右フック）                            | K-1 GRAND PRIX '99 決勝戦 【GRAND PRIX 準決勝】                                                               | 1999年12月5日  |
| ○    | ピーター・アーツ                             | 1R 1:11 KO（左フック）                            | K-1 GRAND PRIX '99 決勝戦 【GRAND PRIX 準々決勝】                                                             | 1999年12月5日  |
| ○    | マット・スケルトン                           | 1R 1:59 KO（右フック）                            | K-1 GRAND PRIX '99 開幕戦 【GRAND PRIX 1回戦】                                                                | 1999年10月3日  |
| ○    | ロブ・ファン・エスドンク                     | 1R KO（左フック）                                 | LES CHOCS DU MUAY-THAI                                                                                        | 1999年2月27日  |
| ○    | エスペディート・ダ・シルバ                   | 1R 0:52 KO（左ハイキック）                        | アメリカ・ボクシング興行（ムエタイルール） 【WKNムエタイ世界スーパーヘビー級タイトルマッチ】                  | 1998年9月19日  |
| ○    | サム・グレコ                                 | 2R 3:07 KO（右フック）                            | K-1 DREAM '98                                                                                                 | 1998年7月18日  |
| ○    | コンバット・ジーヨ                           | 3R 2:52 TKO（レフェリーストップ：左フック）       | K-1 BRAVES '98                                                                                                | 1998年5月24日  |
| ×    | アーネスト・ホースト                         | 1R 1:15 KO（右フック）                            | K-1 GRAND PRIX '97 決勝戦 【GRAND PRIX 準々決勝】                                                             | 1997年11月9日  |
| ○    | リック・ルーファス                           | 3R 2:05 TKO（レフェリーストップ：左ハイキック）   | K-1 GRAND PRIX '97 開幕戦 【GRAND PRIX 1回戦】                                                                | 1997年9月7日   |
| ×    | ピーター・アーツ                             | 2R 1:19 KO（右ハイキック）                        | K-1 DREAM '97                                                                                                 | 1997年7月20日  |
| ×    | レイ・セフォー                               | 1R 1:13 KO（右フック）                            | K-1 BRAVES '97                                                                                                | 1997年4月29日  |
| ○    | モーリス・スミス                             | 5R終了 判定                                       | Le Choc des Champions 【ISKAムエタイ世界スーパーヘビー級タイトルマッチ】                                      | 1997年2月1日   |
| △    | サム・グレコ                                 | 5R終了 判定0-1                                    | K-1 HERCULES '96                                                                                              | 1996年12月8日  |
| ○    | アーネスト・ホースト                         | 2R 2:57 TKO（レフェリーストップ：右フック）       | K-1 STAR WARS '96                                                                                             | 1996年10月18日 |
| ○    | タケル                                       | 4R 2:49 KO（右フック）                            | K-1 REVENGE '96                                                                                               | 1996年9月1日   |
| ○    | カーチス・シュースター                       | 5R終了 判定3-0                                    | フランス パリ 【ISKAムエタイ世界スーパーヘビー級タイトルマッチ】                                              | 1996年6月1日   |
| ×    | ミルコ・タイガー                             | 5R終了 判定0-3                                    | K-1 GRAND PRIX '96 開幕戦 【GRAND PRIX 1回戦】                                                                | 1996年3月10日  |
| ○    | ウィリー・マルティナ                         | 1R KO（左ローキック）                             | Muaythai Gala in Paris                                                                                        | 1996年1月19日  |
| ×    | アンディ・フグ                               | 5R終了 判定0-3                                    | K-1 HERCULES                                                                                                  | 1995年12月9日  |
| ○    | ジョニー・クレイン                           | 2R 1:10 KO（右フック）                            | K-1 REVENGE II                                                                                                | 1995年9月3日   |
| ×    | ピーター・アーツ                             | 1R 1:37 KO（右ボディストレート）                  | K-1 GRAND PRIX '95 決勝戦 【GRAND PRIX 決勝】                                                                 | 1995年5月4日   |
| ○    | マイク・ベルナルド                           | 2R 3:05 KO（右ローキック）                        | K-1 GRAND PRIX '95 決勝戦 【GRAND PRIX 準決勝】                                                               | 1995年5月4日   |
| ○    | 佐竹雅昭                                     | 3R 2:32 KO（左ストレート）                        | K-1 GRAND PRIX '95 決勝戦 【GRAND PRIX 準々決勝】                                                             | 1995年5月4日   |
| ○    | ノックウィー・デイビー                       | 5R終了 判定3-0                                    | K-1 GRAND PRIX '95 開幕戦 【GRAND PRIX 1回戦】                                                                | 1995年3月3日   |
| ○    | ウィリー・マルティナ                         | 判定                                              | Full Contact Gala                                                                                             | 1994年12月10日 |
| ○    | アンドレ・ブァン・ブァーレン                 | KO                                                | 不明 【RCFA世界スーパーヘビー級王座戦】                                                                       | 1990年         |
| ○    | マイク・ベルナルド                           | 10R 判定3-0                                       | 不明 【ISKAインターコンチネンタル王座戦】                                                                     | 1994年10月     |
| ○    | Andy Mayo                                    | 1R KO（左ハイキック）                             | 不明 【ISKAヨーロッパ王座戦】                                                                                 | 1994年4月16日  |
| ○    | Claude Herman                                | 1R KO                                             | Full-Contact gala in La Locomotive Discothèque                                                                | 1993年6月7日   |
| ○    | Cunningham                                   | 2R TKO                                            | Full Contact Gala : France vs The World                                                                       | 1993年4月24日  |
| ○    | Raynald Fucho                                | 7R 判定                                           | 【ISKAフルコンタクト・フランス王座戦】                                                                        | 1992年12月6日  |
| ○    | ステファン・レヴェヨン                       | KO（右フック）                                    | 不明 | 1992年11月13日 |
| ×    | Saïd Bechari                                 | 1R KO                                             | Full Contact Gala                                                                                             | 1992年5月30日  |
| ○    | Joly                                         |                                                   | FFUBADA French Cup                                                                                            | 1992年1月19日  |

### 総合格闘技
| 総合格闘技 戦績 | 総合格闘技 戦績 | 総合格闘技 戦績 | 総合格闘技 戦績 | 総合格闘技 戦績 | 総合格闘技 戦績 | 総合格闘技 戦績 |
| --------------- | --------------- | --------------- | --------------- | --------------- | --------------- | --------------- |
| 10 試合         | (T)KO           | 一本            | 判定            | その他          | 引き分け        | 無効試合        |
| 7 勝            | 6               | 1               | 0               | 0               | 0               | 0               |
| 3 敗            | 0               | 2               | 1               | 0               | 0               | 0               |

| 勝敗 | 対戦相手               | 試合結果                       | 大会名                                                  | 開催年月日     |
| ○    | アドナン・アリッチ     | 1R 1:40 TKO(パウンド)          | MMA GP: Evolution                                       | 2022年10月8日  |
| ○    | どんくま               | 1R 1:32 TKO                    | KNUCKLE'S 14                                            | 2022年9月11日  |
| ○    | イヴァン・ヴィシッチ   | 1R 2:06 リアネイキッドチョーク | MMA GP: The Last of Kings                               | 2022年6月4日   |
| ○    | キム・チャンヒ         | 1R 0:50 TKO（パンチ連打）      | HEAT 46                                                 | 2020年1月19日  |
| ×    | ロッキー・マルティネス | 1R 2:10 袈裟固め               | RIZIN FIGHTING WORLD GRAND-PRIX 2017 1st ROUND -秋の陣- | 2017年10月15日 |
| ×    | 石井慧                 | 5分3R終了 判定0-3              | Dynamite!! 〜勇気のチカラ2010〜                         | 2010年12月31日 |
| ○    | ジミー・アンブリッツ   | 1R 2:04 KO（右フック）         | HERO'S 2006                                             | 2006年3月15日  |
| ○    | アラン・カラエフ       | 2R 1:14 KO（左ミドルキック）   | K-1 PREMIUM 2005 Dynamite!!                             | 2005年12月31日 |
| ○    | 秋山成勲               | 1R 2:24 KO（左膝蹴り）         | HERO'S                                                  | 2005年3月26日  |
| ×    | 安田忠夫               | 2R 2:10 ギロチンチョーク       | INOKI BOM-BA-YE 2001                                    | 2001年12月31日 |

### ミックスルール
| 勝敗 | 対戦相手     | 試合結果        | 大会名                                                  | 開催年月日     |
| △    | ボブ・サップ | 4R終了 時間切れ | K-1 PREMIUM 2004 Dynamite!! 【K-1&総合格闘技MIXルール】 | 2004年12月31日 |

### ボクシング
| 戦           | 日付           | 勝敗 | 時間 | 内容     | 対戦相手                         | 国籍       | 備考       |
| ------------ | -------------- | ---- | ---- | -------- | -------------------------------- | ---------- | ---------- |
| 6            | 2009年11月13日 | 勝利 | 2R   | TKO      | ラディースラッヴ・カーヴェリック | チェコ     | -          |
| 5            | 2009年5月23日  | 勝利 | 4R   | TKO      | ワーナー・クライスコット         | ドイツ     | -          |
| 4            | 1998年11月14日 | 勝利 | 2R   | 反則勝ち | フランク・ディック               | フランス   | -          |
| 3            | 1998年6月20日  | 勝利 | 4R   | KO       | ジェイムス・ヘンダーソン         | アメリカ   | -          |
| 2            | 1998年4月10日  | 勝利 | 1R   | TKO      | ジェリー・レイノルズ             | アメリカ   | -          |
| 1            | 1998年2月24日  | 勝利 | 4R   | TKO      | チュダー・ペーナイト             | ポルトガル | デビュー戦 |
| テンプレート |                |      |      |          |                                  |            |            |

## 獲得タイトル
- ISKAフルコンタクト・フランス王座
- ISKAヨーロッパ王座
- RCFA世界スーパーヘビー級王座
- ISKAインターコンチネンタル王座
- ISKAムエタイ世界スーパーヘビー級王座
- WKNムエタイ世界スーパーヘビー級王座
- WPMFムエタイ世界スーパーヘビー級王座
- ISKAフリースタイル世界スーパーヘビー級王座
- 初代World Pro Leagueムエタイ世界スーパーヘビー級王座
- WKNオリエンタル・キックボクシング世界スーパーヘビー級王座
- ISKA・K-1世界スーパーヘビー級王座
- WAKO-PRO認定FIGHT LEGEND世界ヘビー級王座
- K-1 GRAND PRIX '95 準優勝
- K-1 WORLD GP 2000 in 名古屋 優勝
- K-1 WORLD GP 2001 in 大阪 優勝
- K-1 WORLD GP 2002 準優勝
- IGF王座

## 入場曲
2000年まではバンナの好きな映画「コナン・ザ・グレート」のテーマ曲を使うことが多かった。2001年から2002年までの間、バンナの友人であるシュープレムNTMの曲「Back dans les bacs」を入場曲としてしばしば使用していたが、2002年 - 2006年と2008年9月 - 現在はカルミナ・ブラーナを入場曲として使用している。なお2001年以降、バンナの入場の際、入場曲が流れる前にバンナを呼び込む声はシュープレムNTMが担当している。

## 出演映画・ドラマ・DVD
- 『ジェロム・レ・バンナDVD 私のトレーニング方法』（原題：Jérôme Le Banner : Ma méthode d'entraînement! Vol. 1）
- 『ジェロム・レ・バンナDVD 私の闘いの方法』（原題：Jérôme Le Banner : Ma méthode de combat, Vol. 2）
- 『Boxing my shadow』（バンナのドキュメンタリーDVD）
- 『ザ・スコーピオン キング・オブ・リングス』（原題：Scorpion）（エリアス）
- アステリックスシリーズ第3作・原題『Asterix aux jeux olympiques』（Claudius Cornedurus）
- 『DISCO ディスコ』（ルドルフ）
- 『バビロンA.D.』（原題：Babylon A.D.）(Killa)
- 『BruC』(Baraton)
- 『宿命のバズーカ』（原題：Fatal Bazooka）(Hervé Willard)
- 現代に甦った闇の死置人 あなたの怨み晴らします（本人役）
- シティーハンター THE MOVIE 史上最香のミッション

### 戦績
- K-1 選手データ - ウェイバックマシン（2011年10月23日アーカイブ分）
- DREAM 選手データ
- HERO'S 選手データ
- ジェロム・レ・バンナの戦績 - SHERDOG（英語）
- ジェロム・レ・バンナの戦績 - BoxRec（英語）